# Mansfield Park
Vous lisez un « article de qualité » labellisé en 2011.  Il fait partie d'un « thème de qualité ».
Pour les articles homonymes, voir Mansfield et Mansfield Park (homonymie).
Mansfield Park est un roman de la femme de lettres anglaise Jane Austen paru en 1814, le premier entièrement écrit dans ses années de maturité, puisqu'elle y a travaillé durant l'année 1813. Souvent considéré comme le plus expérimental de tous ses écrits, il est d'un abord plus difficile que les autres et son personnage principal, la timide et silencieuse Fanny Price, est une héroïne paradoxale, qui séduit difficilement le lecteur. Cependant Mansfield Park remporte un succès incontestable, puisque tout le tirage est épuisé en à peine six mois et apporte à son autrice les gains les plus importants qu'elle ait tirés jusque-là d'une seule publication.
Seul roman de Jane Austen qui, se déroulant sur une dizaine d'années, suit les étapes de l'évolution de l'héroïne depuis ses dix ans, il pourrait être le précurseur des romans d'apprentissage (« novel of education ») comme Jane Eyre ou David Copperfield. Mais, l'autrice ayant choisi de lui donner comme titre le nom de la propriété, c'est Mansfield Park, le lieu de vie de la famille du baronnet Sir Thomas Bertram, qui en est, en quelque sorte, le personnage central. Fanny Price, la petite cousine pauvre accueillie par charité, devra d'abord apprendre à s'y sentir chez elle avant d'en devenir finalement la conscience morale.
Le contexte économique et politique est particulièrement présent et joue un rôle dans l'intrigue : Sir Thomas part de longs mois à Antigua, dans les Caraïbes pour redresser la situation dans ses plantations (où travaillent des esclaves), et sa longue absence laisse trop de libertés à ses enfants. Avec William Price, le frère aîné de Fanny, qui participe aux expéditions militaires aux Antilles et en Méditerranée, est évoquée la situation de guerre avec la France. Mais, traitant de liberté et de limites, de dépendance et d'indépendance, d'intégrité et d'inconvenance, Mansfield Park peut aussi être lu comme une étude sur le sens de la famille et les valeurs qu'elle représente, voire une critique de la famille patriarcale traditionnelle, à cette époque charnière où son rôle et son statut sont en train d'être redéfinis.

## Publication et accueil critique

### Écriture et publication
Alors que Sense and Sensibility, Pride and Prejudice, publiés respectivement en 1811 et 1813, et Northanger Abbey, encore inédit, sont des ouvrages de jeunesse, écrits dans les années 1790 et retravaillés pour la publication, Mansfield Park est une œuvre de la maturité, entièrement conçu et écrit à Chawton, où Jane Austen, à trente-huit ans, est maintenant fixée. Elle y travaille dès l'automne 1812, pendant qu'elle corrige les épreuves de Pride and Prejudice et le termine courant 1813. C'est à cette époque que son anonymat commence à être percé, son frère Henry ne pouvant s'empêcher de parler.
Mansfield Park est publié par Thomas Egerton en juillet 1814, en trois volumes, comme les romans précédents. Semblant nettement moins enthousiaste pour éditer ce texte plus sobre que le précédent, il ne propose pas d'en acheter les droits. Il est donc publié à compte d'auteur. 1814 est aussi l'année de publication de Waverley, le premier texte en prose de Walter Scott, qui a un retentissement considérable, et de poèmes à succès : The Corsair de Lord Byron et  The Excursion de William Wordsworth. Malgré cela, Mansfield Park se vend très bien, rapportant un profit de 350 livres à Jane Austen. Ce sont les gains les plus importants qu'elle ait tirés jusque-là d'un seul roman. Cette première édition, vendue 18 shillings le volume, est épuisée en six mois, mais la seconde édition, en février 1816, chez John Murray, qui vient de publier Emma, en décembre 1815, se vend mal, les frais dépassant même ce qu'a rapporté Emma.

### Réactions auXIXeet début duXXesiècle

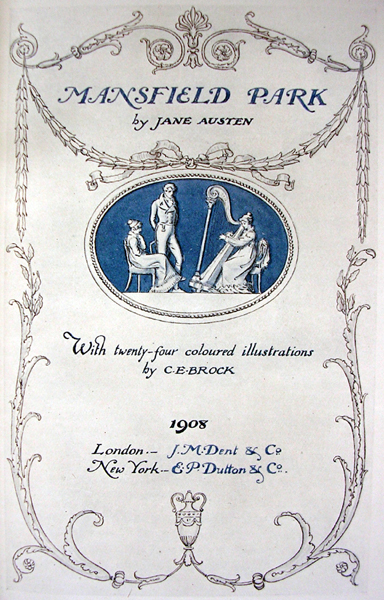
Page de titre d'une édition illustrée par C. E. Brock en 1908.

Jane Austen, qui commente dans des lettres de mars 1814 à sa sœur Cassandra les réactions successives de son frère Henry, au fil de sa lecture du manuscrit, a pris aussi la peine de noter, pendant plus d'un an après la première publication, les réactions et commentaires des membres de sa famille et d'autres lecteurs de son entourage : ainsi, les marins ont aimé les scènes à Portsmouth, Lady Robert Kerr lui écrit que le roman est « universellement admiré à Édimbourg par tous les gens raisonnables » (« Universally admired in Edinburgh, by all the wise ones ») et plusieurs soulignent le naturel et le réalisme des situations, même si certains aiment mieux Orgueil et Préjugés ou, comme Cassandra, auraient préféré que Fanny épouse Henry Crawford.
Moins léger et spirituel que les romans précédents, Mansfield Park apparaît plus contraint, plus amer, plus dur et plus difficile à cerner, un roman de transition, peut-être. Il est aussi plus complexe, et considéré comme plus « moderne » et plus expérimental. Durant le XIXe siècle, les réactions paraissent plutôt élogieuses : en 1843 Thomas Macaulay compare Jane Austen à Shakespeare pour la variété des caractères de ses personnages ; en 1878, dans son article de la Revue des deux Mondes consacré à Jane Austen, Le Roman classique en Angleterre, Léon Boucher présente Mansfield Park « comme le chef-d’œuvre de miss Austen ». William Dean Howells en 1895 et Hiram Stanley en 1897 admirent son réalisme, et le London Quarlerly Review rappelle en 1922 que Lord Tennyson, de tous les romans de Jane Austen, préférait Mansfield Park. Vladimir Nabokov en fait une longue analyse, dans la série de cours consacrés aux maîtres de la littérature européenne donnés à Wellesley College puis à l'université Cornell à partir de 1941, et considère cet « exquis travail au petit point » comme « quelque chose de merveilleusement génial ».

### Nouveaux éclairages de la fin duXXesiècle
Cependant le caractère effacé de Fanny Price et la morale nettement conservatrice posent problème aux critiques et aux lecteurs de la fin du XXe et du début du XXIe siècle, qui sont les premiers à se poser des questions sur la conscience politique de Jane Austen et son attitude face à l'esclavage.
Ainsi, pour Marilyn Butler, dans Jane Austen and the War of Ideas (1975), ce sont les angoisses contemporaines face aux transformations sociales, politiques, économiques et à la menace du matérialisme qui expliquent l'attitude politiquement conservatrice qui transparaît dans la piété de Fanny et les jugements portés sur l'éducation, le mariage ou la morale. Edward Said fait, dans Culture et Impérialisme (1993) une lecture post-coloniale du roman, considérant que la question de l'esclavage et de l'empire sous-tend le roman : ainsi, la prospérité de Mansfield serait exclusivement bâtie sur le travail des esclaves d'Antigua, ce que réfute Franco Moretti dans son Atlas du roman européen (1997).
Pour Claudia L. Johnson, Jane Austen fait dans Mansfield Park une amère parodie des romans « anti-jacobins » qui montre la vanité, voire les méfaits des prétentions morales des théories conservatrices prônant la famille patriarcale traditionnelle. Kathryn Sutherland, de son côté, propose de le lire comme une histoire de pouvoir et d'autorité, une histoire de dépendance et d'indépendance, dans le cadre d'une famille à une époque charnière où son statut est remis en question, qui prolonge, en le complexifiant, le sujet d'Orgueil et Préjugés. Alors que l'ascension sociale d'Elizabeth Bennet et son assimilation à l'aristocratie foncière représentée par Darcy étaient traitées en comédie, dans Mansfield Park tout est plus sombre : Fanny Price vient d'un milieu bien plus « défavorisé » et la maison Bertram, confrontée aux jeunes Crawford, brillants mais sans moralité, manque de se décomposer.

### Mansfield Parken français
Mansfield Park a été relativement peu souvent traduit en français. Comme pour Pride and Prejudice, une traduction partielle (et peu fidèle) paraît très rapidement dans la Bibliothèque britannique de Genève en 1815, dans les numéros 58 et 59, suivie dès 1816 d'une traduction intégrale, par Henri Villemain, sous le titre Le Parc de Mansfield : ou les Trois Cousines, reprise par Hélène Seyrès chez Archipoche en 2007.
Il n'y a ensuite plus de traduction jusqu'en 1945, où paraît celle de Léonard Bercy, en Belgique.
Puis en 1980 Christian Bourgois édite une traduction nouvelle de Denise Getzler, rééditée en 10/18 à partir de 1985.
Cependant, comme pour les autres romans, ces traductions successives peinent à donner une image fidèle de l'œuvre originale.
La traduction suivante, par Pierre Goubert, ne paraît qu'en 2013 dans le tome II des Œuvres complètes de Jane Austen en Pléiade, rééditée en Folio classique en 2014.

## Résumé

### Tome 1

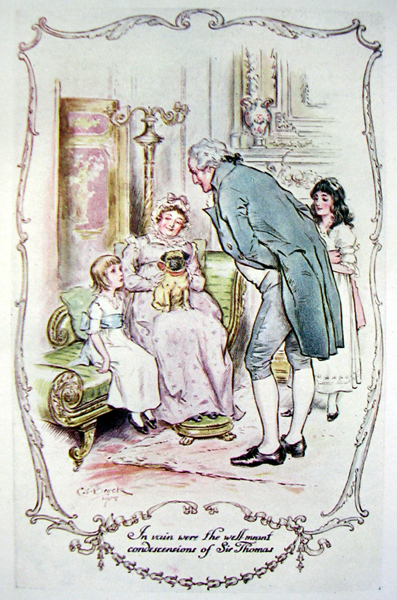
Fanny est intimidée et effrayée par son nouvel environnement
(gravure de C. E. Brock, 1908)

Le tome 1 est composé de dix-huit chapitres.
Les trois sœurs Ward se sont mariées trente ans plus tôt : Maria, la deuxième, est devenue Lady Bertram ; Miss Ward, l'aînée, a épousé Mr Norris, un clergyman, ami de Sir Bertram et Frances, la benjamine, le pauvre lieutenant de marine Price, à la suite de quoi elle s'est brouillée pendant plus de dix ans avec sa famille. Maintenant Fanny Price (dix ans), la seconde de ses dix enfants, est invitée à quitter Portsmouth pour aller vivre à Mansfield Park, chez les Bertram, à l'instigation de Mrs Norris, qui déclare vouloir ainsi aider sa sœur dans le besoin. Sir Thomas y consent bien volontiers, car sa fortune est suffisante pour assurer l'éducation de Fanny en plus de celle de ses quatre enfants, Tom, Edmund, Maria et Julia.
Fanny est donc élevée avec ses cousins, tous plus âgés qu'elle, mais sa tante Norris lui rappelle constamment sa situation de parente pauvre. Seul Edmund fait preuve de gentillesse à son égard ; Maria et Julia la méprisent, Tom ne lui prête pas attention. Fanny maintient une correspondance régulière avec son frère aîné, William, aspirant de la Royal Navy. Elle acquiert en grandissant, notamment au contact d'Edmund, un sens moral qui lui sert de guide pour toute chose. La gratitude et l'affection qu'elle éprouve à l'égard de son cousin se transforment au fil des ans en un amour qu'elle garde secret.
Les années passent calmement à Mansfield. Lorsque Fanny a seize ans Sir Thomas est obligé de partir à Antigua, aux Caraïbes, mettre de l'ordre dans ses plantations, emmenant Tom. Son absence est ressentie comme une délivrance par ses deux filles. Au bout d'un an, Tom revient mais son père doit prolonger son séjour. Bientôt, de nouveaux jeunes gens venus de la ville arrivent dans les environs : Mary et Henry Crawford, frère et sœur de la femme du nouveau pasteur, le Dr Grant. Leur arrivée bouleverse la vie austère de Mansfield Park, sous les yeux de Fanny, qui vient d'avoir dix-huit ans. Henry flirte beaucoup avec Maria et un peu avec Julia, Mary cherche à se faire remarquer de Tom, mais il s'en va pour la saison des courses hippiques, et c'est Edmund qui tombe amoureux d'elle.
Maria est courtisée par le richissime et stupide Mr Rushworth qui propose à tout le monde de venir visiter sa propriété de Sotherton, et Edmund insiste pour que Fanny, que Mrs Norris avait dédaigneusement écartée, vienne aussi. Mary, découvrant qu'Edmund se destine à la vie religieuse, se moque de son manque d'ambition.
Tom revient avec un ami, Mr Yates, qui propose de monter un spectacle ; tout le monde est très enthousiaste, sauf Edmund et Fanny, horrifiés par ce que cela implique. Mais Tom, arguant de son statut d'aîné, refuse d'écouter les objurgations de son frère. La pièce finalement choisie, le podium monté, le décor et les costumes confectionnés, les répétitions commencent. Julia, n'ayant pas obtenu le rôle souhaité, se retire, Fanny est embauchée pour aider Rushworth à apprendre le sien, Maria et Henry, sous prétexte de répétitions, flirtent outrageusement et Edmund, qui se justifie de prendre un rôle pour empêcher l'arrivée d'éléments extérieurs, se rapproche dangereusement de Mary. À la suite de la défection de Mrs Grant, Fanny, à son grand désarroi, est pressée, avec insistance par Edmund et Mary, et brutalement par Mrs Norris, de reprendre son rôle, mais le retour légèrement anticipé de Sir Thomas la délivre.

### Tome 2

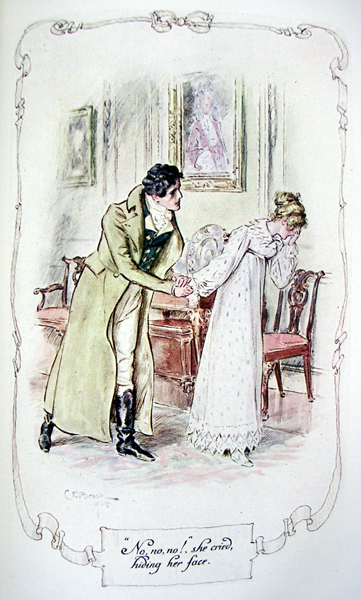
Fanny ne peut croire à la sincérité et au sérieux d'Henry Crawford (C. E. Brock, 1908)

Le tome 2 est composé de treize chapitres.
Trop heureux de retrouver sa famille, Sir Thomas, malgré sa colère, préfère oublier l'incident : il blâme sévèrement Mrs Norris, se montre affectueux envers Fanny, et pardonne à ses enfants. La vie à Mansfield reprend donc son cours vertueux ; Maria épouse Rushworth, puisque Henry ne s'est pas déclaré, et part en voyage de noces en emmenant sa sœur. Les Crawford prolongent leur séjour et deviennent des hôtes réguliers des Bertram. Edmund confie ses peines de cœur à Fanny, qui lui cache combien elle en est affectée. Ordonné à Noël, il reste indécis par rapport à Mary. Henry, décidé à rendre Fanny amoureuse de lui, en tombe lui-même amoureux.
La présence de Fanny est de plus en plus appréciée par Sir Thomas et Lady Bertram, et la visite à Noël de son frère William, qu'elle n'a pas vu depuis sept ans, leur donne l'occasion d'organiser un bal en son honneur, son premier bal officiel. Sir Thomas voit avec satisfaction la cour qu'Henry Crawford lui fait, car c'est un beau parti. Espérant l'amadouer, Henry sollicite le parrainage de son oncle l'amiral pour que William soit rapidement promu lieutenant. Fanny est ravie pour son frère, mais refuse la demande en mariage d'Henry.

### Tome 3
Le tome 3 est composé de dix-sept chapitres.
Sir Thomas, extrêmement fâché de ce refus, pense la faire plier en l'envoyant passer quelques semaines dans sa famille, qu'elle n'a pas vue depuis neuf ans. Le choc est rude pour Fanny, mais elle trouve en sa sœur Susan une amie à qui faire découvrir la lecture et un peu de raffinement. Henry Crawford vient la voir à Portsmouth et se montre sérieux et plein de sollicitude. En la quittant, il parle d'aller sur ses domaines. Fanny n'a des nouvelles que par de rares lettres : Mary l'encourage à répondre favorablement à Henry, Lady Bertram lui annonce un jour que Tom est dangereusement malade, Edmund la prévient peu après qu'il vient la chercher, avec Susan, car rien ne va plus à Mansfield. Maria s'est enfuie avec Crawford, Julia et Yates sont allés se marier en Écosse, et Tom a rechuté.
Le retour de Fanny est une joie pour Lady Bertram, et un soulagement pour les autres. Edmund, le cœur brisé, a rompu avec Mary, ayant découvert qu'elle espérait la mort de Tom et traitait avec désinvolture la scandaleuse liaison de Maria et Henry. Le dernier chapitre dévoile l'avenir des personnages : Fanny est heureuse de se découvrir utile et aimée de tous à Mansfield Park ; Sir Thomas comprend les erreurs qu'il a commises dans l'éducation de ses filles ; Julia et Yates se réconcilient avec la famille ; Tom, à 26 ans, s'est assagi, alors que Mrs Norris va rejoindre Maria, sa nièce préférée, dans l'exil auquel la condamne le double standard ; Henry regrette Fanny et Mary, qui vit avec Mrs Grant devenue veuve, cherche le mari idéal ; Edmund découvre enfin que Fanny est plus qu'une sœur pour lui et l'épouse, avec la bénédiction de son père, tandis que Susan prend sa place chez les Bertram.

## Personnages

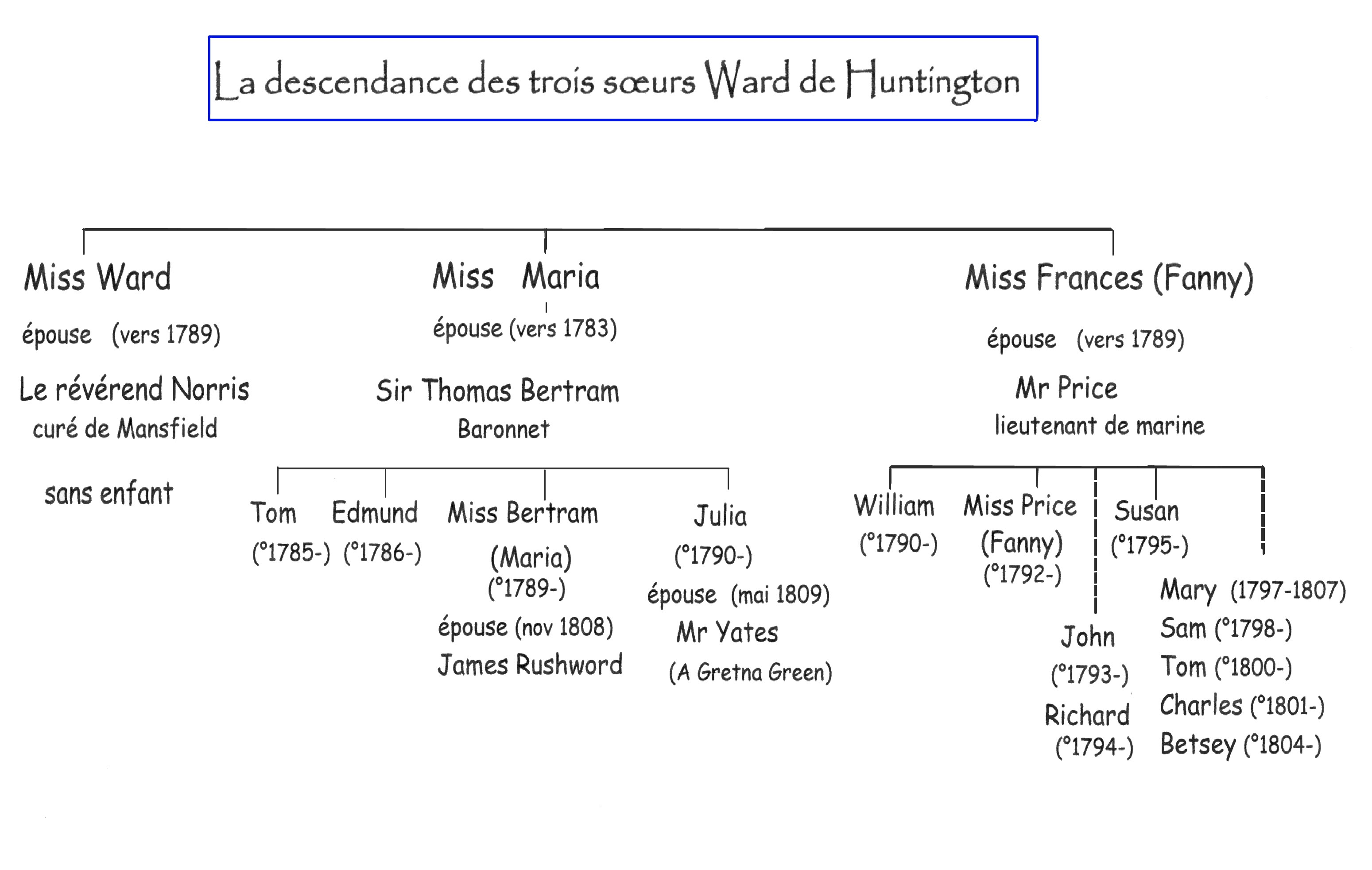
Les familles Norris, Price et Bertram.

### Les Price

#### Fanny Price

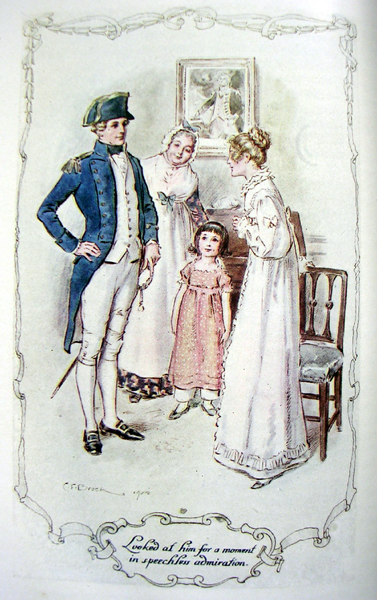
Fanny, sans voix tant elle est émue, admire son frère William en uniforme (C. E. Brock, 1908).

C'est le personnage principal. Aînée des filles de sa famille, Miss Price a dix ans lorsqu'elle est accueillie dans la noble demeure de Mansfield Park par sa tante maternelle Lady Bertram et son mari, Sir Thomas Bertram, à la suggestion de Mrs Norris, l'autre tante de Fanny. Timide, sensible et de santé fragile, souffrant de la séparation d'avec sa famille, elle met du temps avant de se sentir à l'aise dans la grande maison ; William, son frère aîné et confident, lui manque tout particulièrement. Profitant de la même éducation que ses cousines, mais traitée en parente pauvre, elle est persuadée de sa propre insignifiance. Elle sert de dame de compagnie à sa tante Bertram, qui apprécie sa douceur et sa disponibilité, et supporte avec patience sa tante Norris, qui passe son temps à l'humilier. Sa position dans la famille fait d'elle une observatrice silencieuse, au cœur aimant et reconnaissant. La gentillesse de son cousin Edmund et l'attention bienveillante qu'il lui montre la lui gagneront pour la vie. L'amour profond, soigneusement caché, qu'elle lui porte la protège des tentatives de séduction d'Henry Crawford.

#### William Price
L'aîné des Price a un an de plus que Fanny. Ce garçon intelligent, honnête, courageux, s'est engagé dans la Royal Navy où il est aspirant (midshipman) depuis des années, mais Sir Thomas n'ayant pas de connaissances bien placées dans ce milieu, il a peu d'espoir d'avancement. C'est Henry Crawford, qui, espérant séduire Fanny, va convaincre son oncle l'amiral de parrainer William pour qu'il soit promu lieutenant. Pour ce personnage, Jane Austen a utilisé les renseignements glanés auprès de ses deux frères marins, Frank et Charles ; elle lui a également donné des traits de caractère de son frère Charles, qui servit sur l'Endymion (cité dans l'épisode à Portsmouth), et participa à des opérations en Méditerranée et dans les Antilles.

#### Susan Price
Âgée de quatorze ans lorsqu'elle paraît dans le récit (III, 7), vive et intelligente, elle sent bien que les manières familiales manquent de finesse, mais s'y prend maladroitement pour y remédier. Fanny s'en fait une amie en lui permettant de récupérer le canif, héritage de leur sœur décédée, Mary, que la jeune Betsey avait dérobé, et fait son éducation. À leur grand soulagement à toutes les deux, elle peut la ramener avec elle à Mansfield Park, où Susan, moins timide, maladive et effacée que n'était sa sœur, saura se faire apprécier à son tour.

#### Frances Price
La mère de Fanny, la plus jeune des demoiselles Ward, a fait un mariage qualifié d'« imprudent » : elle a épousé, « pour contrarier sa famille », un officier d'infanterie de marine (Lieutenant of Marines) sans avenir et porté sur la boisson, qui lui a fait dix enfants. Nonchalante comme sa sœur Maria, Lady Bertram, mais usée par les maternités et la vie difficile, elle gère son ménage dans un « lent affairement ». Elle ne ressent aucune affection pour ses filles, sauf la petite dernière, Betsey, qu'elle traite avec beaucoup trop d'indulgence, leur préférant ses fils, surtout l'aîné : « William was her pride ; Bersey her darling » (William était son orgueil ; Betsey sa chérie).

#### Les autres Price
- Mr Price :

Relevé du service actif, il n'a pour seuls centres d'intérêt que le journal (emprunté à un voisin) et l'annuaire de la marine ; ses conversations tournent exclusivement autour des affaires maritimes : le port, le chantier naval, Spithead. Fanny le trouve sale et grossier : il jure, boit, et fait de lourdes plaisanteries à son sujet.
- Betsey :

La benjamine est une enfant gâtée et paresseuse de cinq ans, « entraînée à considérer l'alphabet comme son pire ennemi ».
- Les autres garçons :

John et Richard ont tous les deux une situation. L'un est clerc de notaire à Londres, l'autre aspirant sur un navire de la compagnie des Indes, en partie grâce à Sir Thomas. Sam, onze ans, embarque comme marin sur le brick (sloop) HMS Thrush, où son frère William vient d'être nommé officier. Tom et Charles, les plus jeunes, sont encore écoliers, bruyants et peu obéissants.

### Les Bertram

#### Sir Thomas Bertram

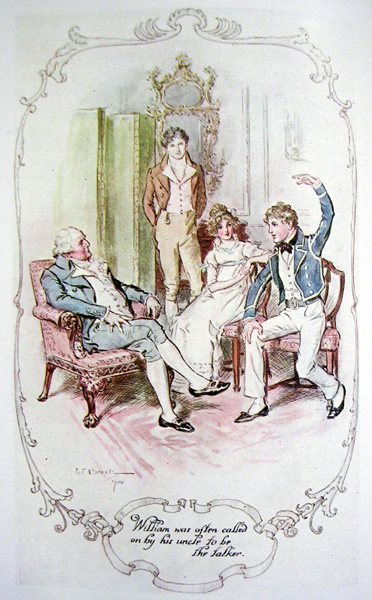
Sir Thomas invitait volontiers William à raconter ses campagnes (C.E. Brock 1908).

Baronnet et membre du Parlement, riche et plutôt généreux avec sa parenté, aimant profondément les siens malgré la rigidité et la froideur de son comportement, il possède des plantations à Antigua, dans les Indes occidentales (West Indies). Lorsque ces propriétés connaissent des difficultés, il décide de s'y rendre avec Tom pour remettre de l'ordre dans ses affaires. C'est un voyage long et plein de dangers (les fièvres, les aléas météorologiques et les risques des voyages en temps de guerre). Il renvoie Tom au bout d'un an. Son absence de pratiquement deux ans donne à ses enfants, et même à Fanny, un sentiment de liberté.
Finalement, très éprouvé par le comportement scandaleux de son aînée, il admet qu'il a commis une erreur en laissant Mrs Norris gérer l'éducation de ses deux filles et se console avec l'affection de Fanny, reconnaissant sa loyauté et sa valeur.

#### Lady Bertram
La belle et élégante Maria Ward a su plaire au riche Sir Thomas Bertram, baronnet. Guidée « par son mari pour toute affaire d'importance et par sa sœur pour tout ce qui l'était moins », langoureuse et indolente, uniquement préoccupée de son carlin et de ses broderies, elle se repose avec beaucoup de candeur sur les personnes de son entourage. Elle a pris l'habitude de compter sur Fanny pour tous les menus détails de sa vie quotidienne.
Elle n'abandonne son inertie somnolente qu'à deux occasions : au retour de son mari, où, dans sa joie, elle abandonne son ouvrage et son carlin pour « lui consacrer toute son attention et le reste du sofa », et au retour de Fanny qu'elle vient accueillir sur le seuil, non d'un pas nonchalant (« with no indolent step », précise la narratrice), en se jetant à son cou. C'est un personnage gentiment comique, que la narratrice traite en général avec une ironie amusée.

#### Tom Bertram
Fils aîné, et donc seul héritier de Sir Thomas et de Lady Bertram, il a sept ans de plus que Fanny Price. À 17 ans, il a déjà « toutes les tendances à la prodigalité d'un fils aîné, qui se sent né uniquement pour dépenser et s'amuser » (« all the liberal dispositions of an eldest son, who feels born only for expense and enjoyment »). Il aime mener grand train, faire la fête avec ses nombreux amis, comme ce Mr Yates, aussi dépensier que lui, qu'il invite à Mansfield Park et qui courtise Julia. Il ne s'intéresse qu'aux chevaux, en fait courir, assiste aux courses hippiques à Newmarket. Ses dettes considérables ont obligé Sir Thomas à se dessaisir, à la mort de Mr Norris, du bénéfice de la cure de Mansfield (qu'il réservait au cadet, Edmund) au profit du Dr Grant, ce qui ne le perturbe pas du tout.
Mais une mauvaise chute à Newmarket, aggravée par un excès de boisson et suivie d'une forte fièvre mal soignée qui manque l'emporter, ainsi que le comportement scandaleux de Maria à Londres, lui font prendre conscience de son égoïsme et de ses responsabilités. Une fois rétabli, assagi, à 26 ans, il seconde son père avec sérieux.

#### Edmund Bertram

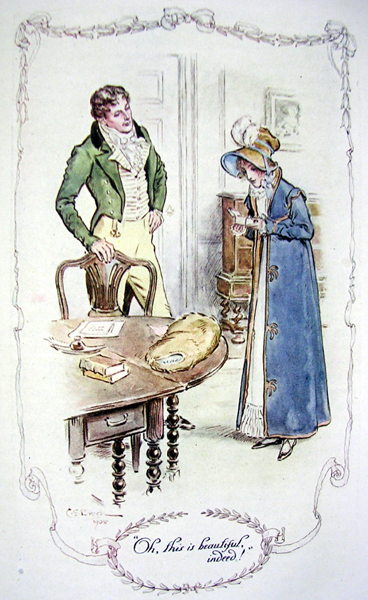
Fanny admire la chaîne qu'Edmund lui offre pour la croix d'ambre donnée par son frère (C.E. Brock 1908).

Second fils de Sir Thomas, il a seize ans quand Fanny arrive. Il se destine à la profession de clergyman où le poussent son souci du bonheur des autres et ses solides principes, à la grande satisfaction de son père, heureux d'assurer son avenir grâce aux revenus de la paroisse de Thornton Lacey, à défaut de celle de Mansfield. Il prend Fanny sous son aile, participe à son éducation, la traite en confidente au jugement sûr, même s'il déplore sa timidité et sa réserve, et la protège autant qu'il peut de la rudesse de leur tante Norris.
Tombé amoureux de Mary Crawford, il est complètement inconscient de la souffrance que son aveuglement cause à Fanny, mais, finalement choqué du cynisme de Mary et de son manque de principes, renonce, le cœur brisé, à demander sa main. Fanny n'aura cependant pas trop de peine à le consoler.

#### Maria Bertram
L'aînée des deux filles de Sir Thomas est très belle, très « accomplie », mais terriblement orgueilleuse ; la trop grande attention de ses parents, et surtout de sa tante Norris, l'a rendue quelque peu vaine et trop soucieuse de sa seule satisfaction. Pendant l'absence de son père elle se fiance à Mr Rushworth, jeune homme insipide mais très riche, qu'elle méprise. Elle l'épouse cependant après le retour de son père, puisque Henry Crawford, dont elle est tombée amoureuse, se dérobe. Elle croise ce dernier à Londres pendant la Saison, se laisse à nouveau séduire et s'enfuit avec lui. Au déshonneur du divorce qu'elle subit par la suite s'ajoute le refus de Crawford de l'épouser comme celui de son père de l'accueillir à Mansfield Park.

#### Julia Bertram
Sa sœur, qui a un an de moins, est également charmante et accomplie. Moins choyée et adulée que sa sœur aînée, elle est également moins incontrôlable et finalement plus raisonnable. De peur d'être englobée dans le scandale créé par Maria et ramenée malgré elle à Mansfield Park, elle s'enfuit en Écosse, en compagnie de Mr Yates qui la courtise depuis un certain temps. Elle l'épouse donc sans le consentement de son père, qui finira cependant par leur pardonner.

#### Mrs Norris
Aînée des sœurs Ward, « presque aussi jolie » que sa sœur Maria, elle n'a pas eu sa chance et s'est résignée à épouser le révérend Norris, un ami de Sir Bertram qui lui a offert le bénéfice de la paroisse de Mansfield. Sans enfant, elle a reporté son affection essentiellement sur Maria, sa préférée, et sur Julia ; elle rappelle constamment à Fanny qu'elle a été recueillie par charité. Égoïste et avare, toujours agitée, elle (se) donne l'impression qu'elle est charitable, dévouée et indispensable au bon déroulement de la vie à Mansfield Park. Elle est en réalité terriblement bavarde, bruyante, vulgaire, et âpre au gain. D'ailleurs, lorsqu'elle est « exilée » à Portsmouth, Fanny se fait la remarque que sa tante Norris aurait su, elle, tirer le meilleur parti de la situation dans laquelle vivait la famille Price.
Son indulgence aveugle pour Maria et Julia, son manque de discernement moral et sa méchanceté haineuse à l'égard de Fanny en font un personnage malfaisant. Sorte de marâtre pour Fanny/Cendrillon, c'est une des plus impressionnantes créations de Jane Austen, un personnage odieux parfaitement vraisemblable, dont la narratrice souligne imperturbablement les grotesques petites manies d'avare,. Il est possible que son modèle soit Mary Lloyd, l'épouse de James Austen, de tempérament jaloux et facilement agressif.

### Autres personnages

#### DrGrant
Curé en titre de la paroisse de Mansfield Park depuis le décès de Mr Norris ; c'est un bon vivant, amoureux de la bonne chère, ce qui lui sera rapidement fatal.

#### Mrs Grant
Femme du Dr Grant, nettement plus jeune que lui, elle est ravie d'accueillir Henry et Mary Crawford (ses frère et sœur plus jeunes, nés du remariage de sa mère) qu'elle connaît peu. Ses grandes qualités et son heureuse humeur lui valent la sympathie de tous.

#### Henry Crawford

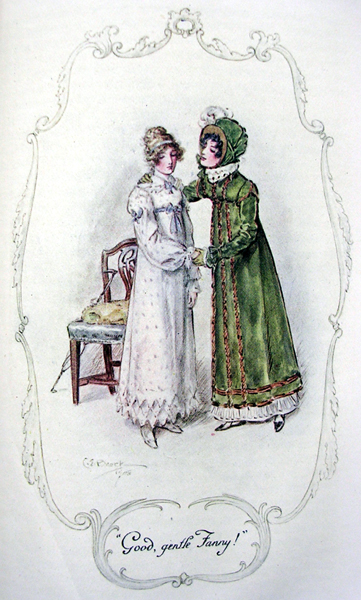
Mary Crawford montre à Fanny une amitié condescendante (C. E. Brock, 1908)

Demi-frère de Mrs Grant, il est financièrement à l'aise, car il a hérité très jeune d'un domaine de 4 000 £ de revenu annuel dans le Norfolk, Everingham. Il a les manières d'un gentleman, même si, petit et brun de teint, il est d'une apparence physique très commune. Malgré cela, il se révèle très, trop, séduisant, et fait rapidement la conquête des deux sœurs Bertram. Seule Fanny résiste à son charme, le considérant comme un homme immoral et dangereux.
Doué pour le théâtre, léger, bourreau des cœurs, vaniteux, il a constamment besoin de se faire aimer et admirer, de Maria, de Julia, et même de Fanny, dont l'attitude le déroute. Tombé amoureux d'elle, il la demande en mariage. Au début, ses refus réitérés ne le découragent pas, au contraire, mais il cède à la tentation de reprendre ses habitudes de séducteur en rencontrant à Londres une Maria qui lui bat froid avant de lui céder. Acceptant de fuir avec elle, il est la cause de son déshonneur, mais n'a nulle intention de l'épouser, même après son divorce. Il regrette Fanny.

#### Mary Crawford
Sœur d'Henry Crawford, elle est petite, brune, vive, jolie, intelligente. Ses qualités lui valent bientôt l'amour d'Edmund Bertram, qui perd peu à peu conscience de ses défauts : habituée à mener à Londres une vie superficielle et agitée, elle a peu de principes et de sens moral. Égoïste et ambitieuse, elle considère le mariage comme une « transaction à mener habilement » (manœuvring business). Ne réussissant pas à intéresser Tom, elle trouble Edmund par ses manœuvres de séduction, entre autres en lui jouant de la harpe, instrument à connotation érotique dans sa manière de mettre en valeur les mouvements gracieux de la joueuse. Ses sentiments pour lui sont ambivalents : elle se moque de sa vocation religieuse mais ne peut s'empêcher d'essayer de le séduire et d'apprécier son sérieux et sa gentillesse. Comme elle méprise le clergé en général et qu'elle ne peut imaginer qu'on puisse entrer dans les ordres par vocation, elle cherche à l'en détourner. Envers Fanny elle témoigne d'une gentillesse un peu condescendante, d'abord désintéressée, puis visant à lui faire aimer Henry.
Il est admis que Mary Crawford est probablement inspirée par la cousine « française » de l'auteur, Eliza de Feuillide, qui jouait de la harpe et du piano, montait à cheval, avait des dons de comédienne et avait refusé d'épouser James Austen qui était pasteur.

#### James Rushworth
Propriétaire du domaine de Sotherton, il est très riche, puisqu'il a un revenu annuel de 12 000 livres, mais la narratrice en fait un personnage plutôt balourd, sot et ridicule. Sa mère et Mrs Norris ont planifié son mariage avec Maria, qui le méprise et ne l'épouse que par dépit de ne pas être demandée par Henry Crawford et pour échapper à l'atmosphère empesée de Mansfield, espérant briller dans la société londonienne. Lorsqu'elle s'enfuit avec Crawford, il obtient sans difficulté le divorce.

## Les lieux et leur rôle symbolique

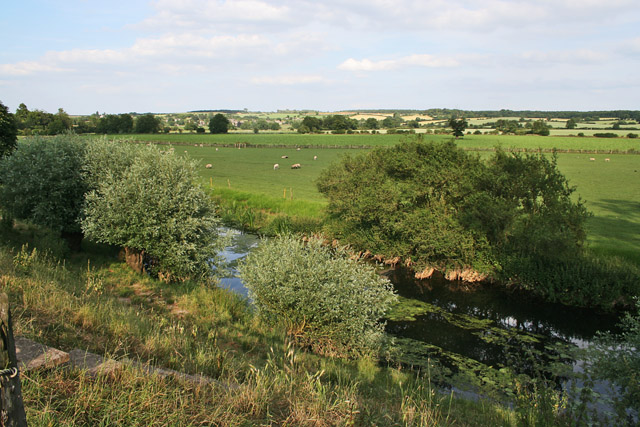
Paysage du Northamptonshire.

L'action se passe essentiellement dans le Northamptonshire, où Jane Austen situe les paroisses de Mansfield (le domaine des Bertram, le village et le presbytère), Sotherton et Thornton Lacey (le presbytère d'Edmund), et à Portsmouth où Fanny est renvoyée après avoir refusé d'épouser Henry Crawford. Le Northamptonshire était réputé pour ses élevages de chevaux et sa célèbre foire aux chevaux se tenait huit fois par an. On pratiquait à Northampton la transformation des peaux et les manufactures de chaussures y étaient prospères durant les guerres napoléoniennes. La région était aussi célèbre pour ses belles demeures, ses paysages vallonnés propices à l'équitation et à la chasse au renard.

### Sotherton
Tout l'épisode à Sotherton fonctionne comme une parabole : le franchissement des portes, clôtures et barrières successives symbolise sans ambiguïté le niveau de transgressions sociales et morales auxquels sont prêts les personnages. Ce « lever de rideau », prélude à la pièce de théâtre Lovers' Vows, amorce déjà le dénouement.

#### Sources d'inspiration

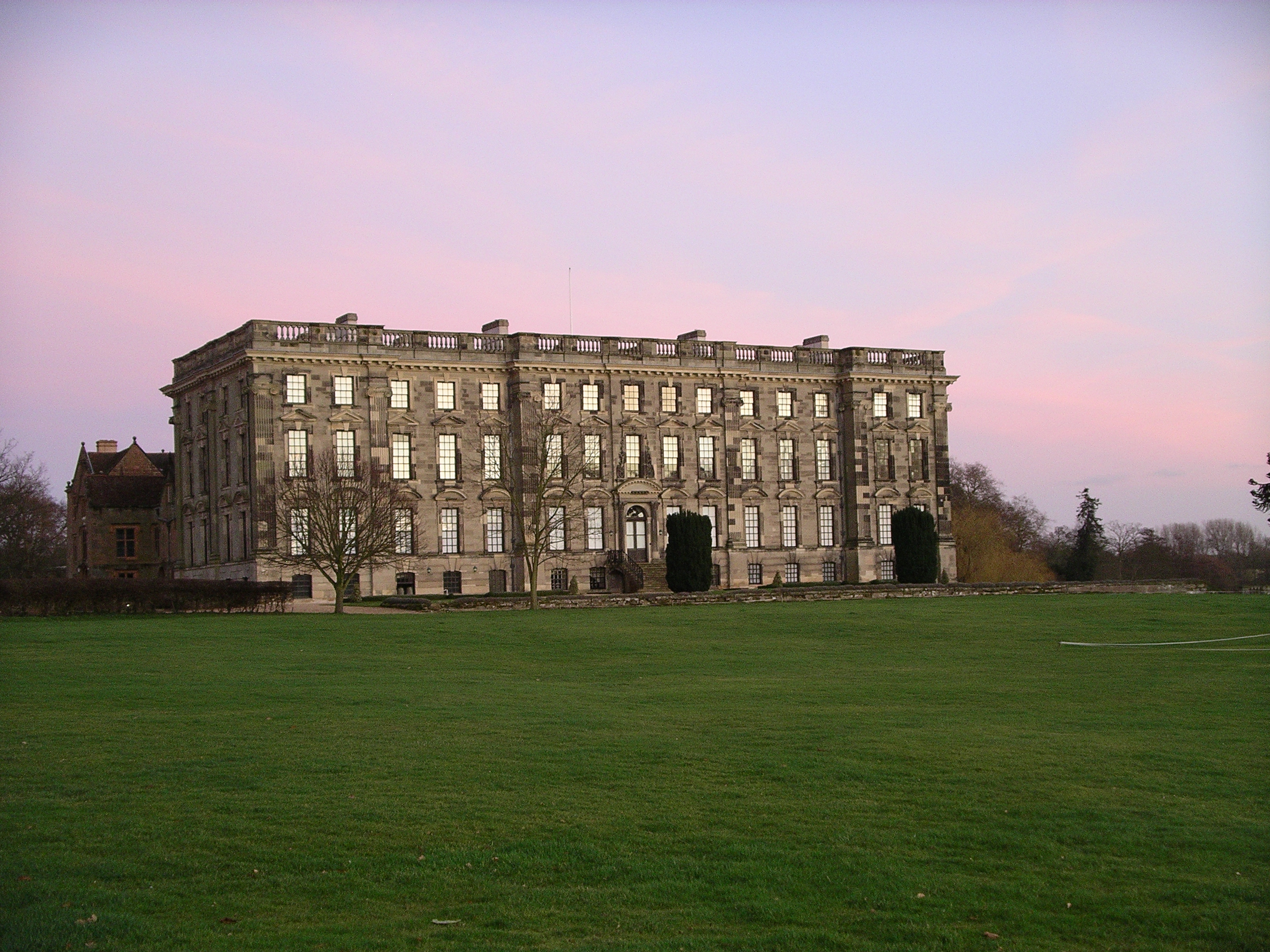
L'imposante façade de Stoneleigh Abbey

L'antique demeure élizabéthaine de Mr Rushworth, « propriété seigneuriale de franc-fief, berceau historique de la famille, avec tous ses droits de haute et basse justice », pourrait être à la fois inspirée par Knole House, près de Sevenoaks, dans le Kent, l'immense propriété, résidence de Francis Austen, grand-oncle de l'auteur qui y a séjourné en juillet 1788, et par Stoneleigh Abbey, une très vaste demeure à l'allure de prison dans le Warwickshire, héritée en 1806 par le révérend Thomas Leigh, cousin de Mrs Austen, que Jane et sa mère ont visitée cette année-là et dont la chapelle correspond à la « simple salle, vaste et oblongue, aménagées aux fins de dévotion » du roman (« mere, spacious, oblong room, fitted up for the purpose of devotion »).
On considère souvent que les transformations (improvements) réalisées par Humphry Repton à Stoneleigh Abbey en abattant des murs et détournant le cours de l'Avon, juste avant que Jane Austen et sa mère n'y accompagnent le Dr Leigh à la suite de la mort de son propriétaire, ont inspiré le chapitre de Sotherton.
Jane Austen a aussi eu l'occasion de voir les improvements qu'avait réalisés le même Humphry Repton en 1802 autour du presbytère d'Adlestrop à la demande du révérend Thomas Leigh ; elle cite à trois reprises ce célèbre paysagiste, et même le prix (élevé, cinq guinées par jour) qu'il demande pour ses prestations.

#### Les bâtiments

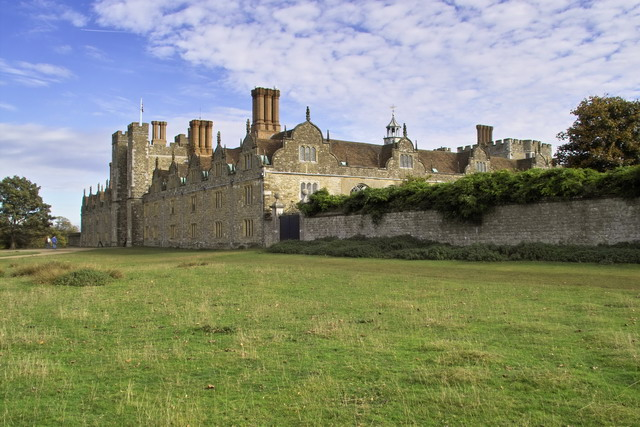
Knole House, près de Sevenoaks.

Contrairement à Mansfield Park, Sotherton Court est abondamment décrit : d'abord, à l'arrivée sur le domaine, par les commentaires de Miss Bertram, qui insiste avec fierté sur sa grandeur et son importance, puis, au début du chapitre 9, pendant la visite guidée par Mrs Rushworth qui ne fait grâce d'aucun signe d'opulence et d'ancienneté : de l'acajou, du marbre, des dorures, du damas, des portraits d'ancêtres, dans quantité de pièces, présentées ironiquement par la narratrice comme « n'ayant pas d'autre utilité que de participer à la taxation sur les fenêtres et donner du travail aux femmes de chambres », et dont les nombreuses fenêtres ne donnent que sur des grilles et des palissades : cette demeure enclose de murs est oppressante et deviendra une prison pour Maria.
Cette antique propriété, son propriétaire souhaite la moderniser, alors qu'elle ne se prête pas vraiment aux transformations (improvements) à la mode : elle est la métaphore de la petite noblesse terrienne établie depuis des siècles, qui a déjà perdu une part de son respect de la tradition, sans vraiment entrer dans la modernité. En témoigne la chapelle où famille et serviteurs semblent avoir délaissé les prières quotidiennes, où Mary découvre avec effarement qu'Edmund se destine à la prêtrise, quand Julia fait allusion au prochain mariage de sa sœur, où Henry montre à Maria son déplaisir, en lui murmurant à l'oreille « Je n'aime pas voir Miss Bertram si près de l'autel ».

#### Les extérieurs
Mais c'est la visite du parc qui est la plus importante : elle couvre la moitié du chapitre 9 et tout le chapitre 10 : elle annonce de façon symbolique le comportement futur des personnages à travers leurs diverses transgressions. Julia, par politesse, est restée avec Mrs Rushworth et Mrs Norris ; Rushworth et Crawford, qui entourent Maria, discutent des possibilités d'aménagement sur la terrasse ; Fanny, Mary et Edmund franchissent, à l'instigation de Mary qui se plaint de la chaleur, la porte conduisant vers le petit bois (the wilderness) ; après avoir marché un certain temps, Edmund et Mary, que « se reposer fatigue », poursuivent seuls leur promenade sur un chemin très sinueux (a very serpentine course), abandonnant Fanny sur un banc, près d'un large « saut-de-loup ». Un long moment après, Maria, Rushworth et Crawford la rejoignent.
Maria, qui déteste les limitations et les contraintes, est tentée de franchir la grille et le saut-de-loup qui les séparent de la partie sauvage du parc pour se sentir « plus au large ». Refusant d'attendre son fiancé parti chercher la clé, elle contourne la clôture avec l'aide d'Henry, faisant remarquer à Fanny, qui s'inquiète, que les pointes n'ont même pas déchiré sa robe (alors que les « pointes » des conventions sociales seront bien plus agressives), et ils disparaissent dans le bois. Bientôt Julia arrive, seule, et franchit aussi la clôture ; Rushworth revient enfin et, ouvrant la porte, s'en va tout seul dans le parc. Fanny, la seule qui n'a pas quitté le petit bois, aperçoit enfin Edmund et Mary, revenant aussi du parc où ils étaient entrés par une porte latérale, non fermée à clé, celle-là. Fanny est le seul personnage qui ne chutera pas ; Maria, qui a, comme Ève, goûté à un fruit défendu, sera définitivement chassée de Mansfield, devenu pour elle le Paradis perdu.

### Mansfield Park

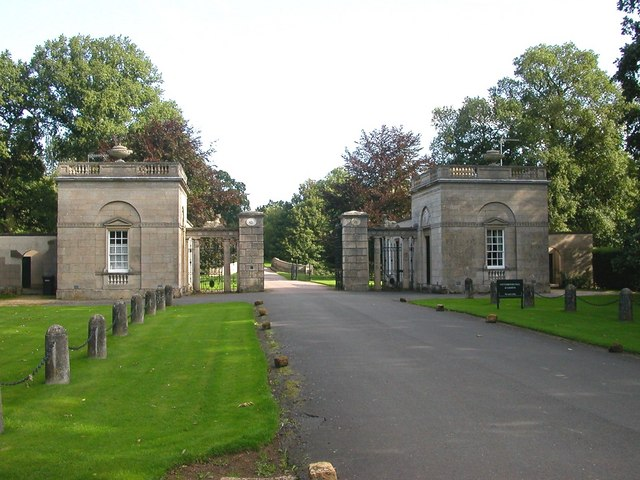
Pavillons d'entrée de Cottesbrooke.

Margaret Kirkham a suggéré, dès 1983, que le nom « Mansfield Park » avait sans doute un lien avec William Murray, premier comte de Mansfield (1705-1793), célébré par William Cowper, et auteur en 1772 d'un jugement interdisant de facto l'esclavage sur le sol britannique. C'est aussi le nom du commandant du Minotaur à la bataille de Trafalgar, le capitaine Mansfield. Il existe bien un village nommé Mansfield dans le Northamptonshire, et les autres lieux cités, Stone, Easton, Stanwick existent aussi. C'est peut-être Henry Austen qui a suggéré le Northamptonshire où vivait une de ses relations professionnelles, Sir James Langham, à Cottesbrooke. Jane ne le connaissait pas, comme le prouvent ses lettres de janvier 1813 à Cassandra et Martha. Mais Cottesbrooke Hall est une vieille demeure, trop ancienne pour servir de modèle au « moderne » (c'est-à-dire construit vers 1760-1780) Mansfield. Aussi Jane Austen a-t-elle pu à nouveau s'inspirer de Godmersham Park, qu'elle connaissait bien.

#### Éléments de description

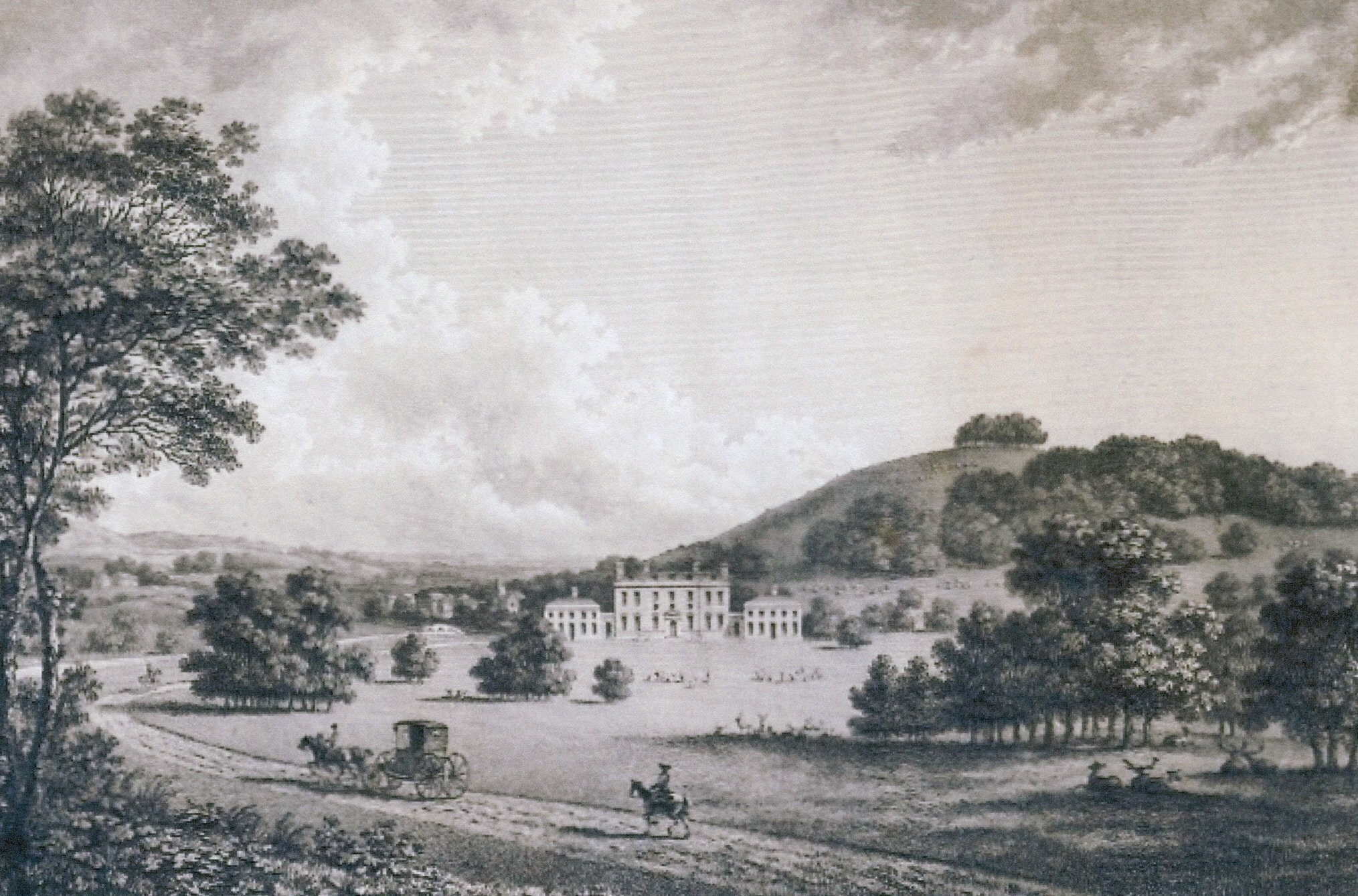
Godmersham Park, dans le Kent en 1779. Jane y a séjourné et pourrait s'en être inspirée pour Mansfield Park comme pour Norland.

Mansfield Park est le seul roman où Jane Austen a non seulement choisi le nom du domaine comme titre, mais l'a repris dans la première et la dernière phrase. Ce lieu est le siège d'un pouvoir patriarcal (Mans' field = le domaine des hommes), représenté par le sévère Sir Thomas. Il est peu décrit, et seulement en fonction des besoins de l'intrigue. C'est une belle et vaste demeure de construction récente. À son arrivée, Fanny est autant impressionnée par son aspect et la taille des pièces qu'effrayée par ses occupants.
L'ancienne salle de classe (la chambre de l'Est) qui devient son domaine exclusif, son « nid douillet », est décrite très longuement et renseigne le lecteur sur ses centres d'intérêt, mais l'absence de feu, même en plein hiver, souligne son statut social inférieur. On connaît l'existence de la petite chambre de Fanny, blanche et froide, à l'étage des domestiques, celle du grand escalier, du salon, de la grande et la petite salle à manger, les appartements personnels des deux sœurs, la salle de billard où est construite la scène pour la représentation de Lovers' Vows, ainsi que le bureau personnel de Sir Thomas avec sa bibliothèque, transformé en coulisses pour l'occasion. Il y a des sofas dans le grand salon et une salle de bal, mais ni le style des meubles ni l'aspect des jardins ne sont précisés. On sait seulement que c'est une « maison moderne » et que son propriétaire est issu d'une famille de petite noblesse terrienne,.

#### Aspects symboliques
Mansfield Park est moins un bâtiment de briques ou de pierres qu'un style de vie. Mais la valeur symbolique de Mansfield n'est pleinement comprise par Fanny que pendant son « exil » à Portsmouth. Tant qu'elle y vit, elle est confrontée aux manquements de ses habitants : Lady Bertram est indolente, la tante Norris malveillante, Maria et Julia vaniteuses et irréfléchies, Tom égoïste et irresponsable, Sir Thomas d'un rigorisme maladroit. C'est le contraste entre la « demeure du bruit, du désordre et du manque total de bienséance », où « personne n'était à la bonne place et rien fait comme il aurait fallu » et « l'élégance, le savoir-vivre, les habitudes régulières, l'harmonie et surtout, peut-être la paix et la tranquillité » qui lui font comprendre que pour elle, maintenant « Portsmouth [est] Portsmouth » mais que « Mansfield [est] la maison ».
Certes, Fanny idéalise Mansfield Park, car la tante Norris est certainement plus pénible que les habitants de sa maison natale, mais elle y a trouvé sa vraie place, bientôt au centre de la famille. Et comme certains de ses habitants ont failli, elle y apporte un sang neuf, avec sa sœur Susan et son frère William, tous deux dignes des valeurs de Mansfield. Symboliquement, elle y revient au printemps : de nouvelles perspectives s'offrent à elle, à l'image des changements survenus dans le paysage depuis son départ pour Portsmouth.

### Portsmouth

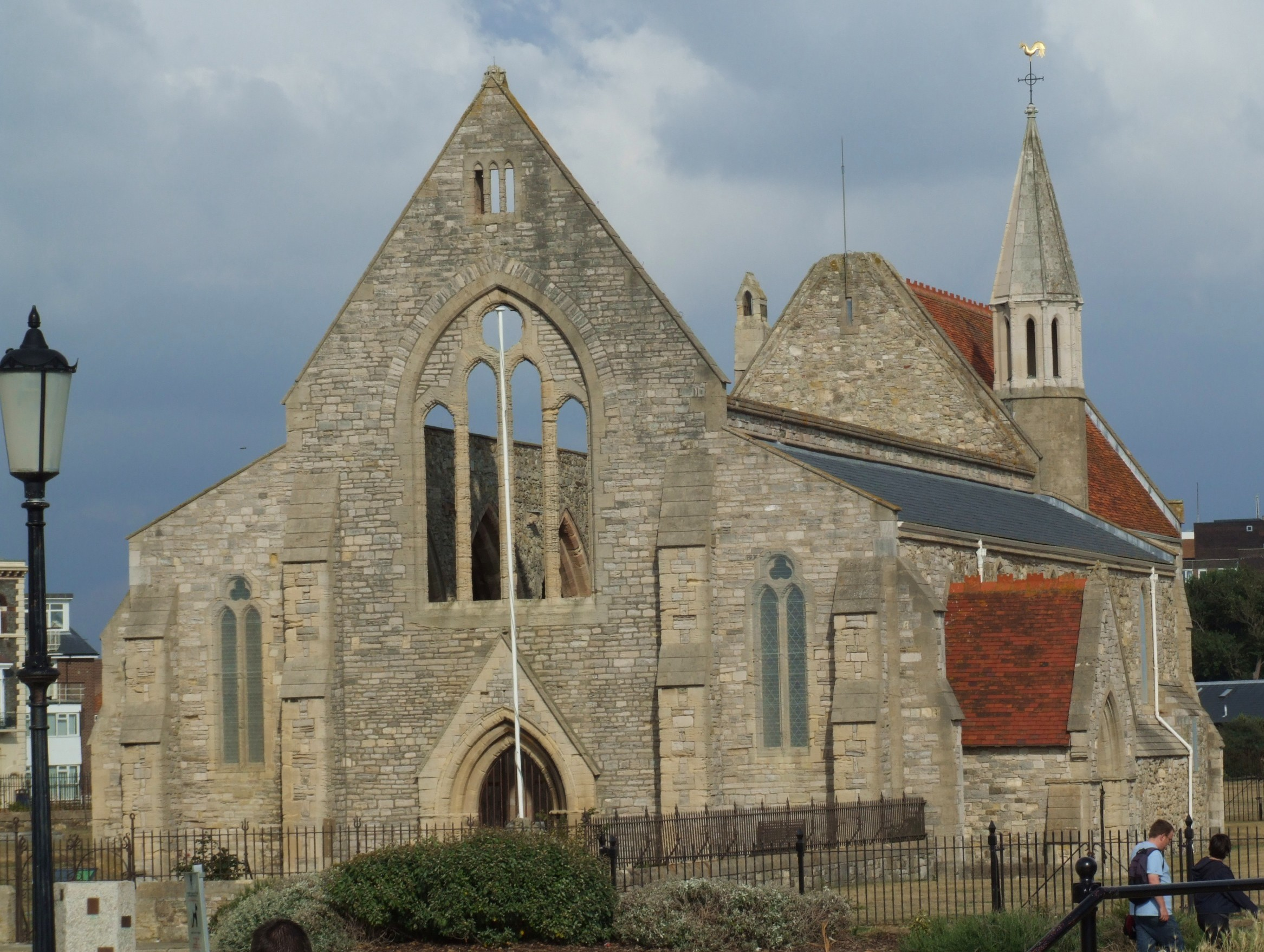
La « chapelle de la garnison », dans le vieux Portsmouth

Tous les détails que donne la narratrice sont exacts : l'auberge The Crown où loge et mange Henry, Garrison Chapel, où les Price vont à l'office, et même le dénommé Turner. Jane Austen est venue voir ses frères à Portsmouth, lorsqu'ils étaient à l'école navale, Frank entre 1786 et 1788, et Charles à partir de 1791. S'il n'y a pas d'allusions particulières au fait que c'est un port militaire en temps de guerre et une ville de garnison avec tous ses débordements (toutes choses parfaitement connues des contemporains de l'auteur), Fanny trouve les hommes grossiers, les femmes impertinentes et tout le monde mal élevé. La ville encerclée de douves, de remparts et de bastions, dans laquelle William et Fanny entrent par le pont-levis de la Landport Gate, est sale et mal drainée ; « un triste endroit » dit simplement Mrs Price, ce qui est un euphémisme. Mais c'est un port profond et stratégiquement vital derrière son goulot d'étranglement : ses chantiers navals sont les plus vastes d'Europe avec leurs cales sèches et les fabriques de poulies de Marc Isambart Brunel ; son mouillage bien abrité de Spithead est précieux pour les grands navires de la Royal Navy.
Mais pour Fanny, habituée maintenant au confort et à l'espace de Mansfield Park, la petite maison bruyante, inconfortable et mal tenue, dans la partie basse de la High Street est un lieu d'exil, voire une prison : l'accueil est sans tendresse, la mère geignarde et brouillonne, le père vulgaire et grossier, les frères bruyants et indisciplinés, la petite Betsey mal élevée, la servante incompétente et la nourriture immangeable pour un estomac habitué à une cuisine plus délicate. William appelé à rejoindre son bâtiment, ancré à Spithead entre l'Endymion et le Cleopatra, le soir même de leur arrivée à Portsmouth, elle se retrouve affectivement et moralement isolée. Heureusement pour elle, sa sœur de 14 ans, Susan, gentille, hardie et dynamique, manifeste de bonnes dispositions qui ne demandent qu'à être cultivées, et la générosité de Sir Thomas, qui lui a donné dix livres pour ses menues dépenses, lui permet de se faire apprécier de ses sœurs en offrant un canif d'argent à Betsey, permettant ainsi à Susan de récupérer celui que lui avait légué en mourant leur sœur Mary, de s'inscrire à une bibliothèque de prêt, et de s'acheter quelques douceurs.

### Londres
C'est alors la capitale de la mode où règne George « Beau » Brummel, un monde amoral, frivole et snob, égoïste et superficiel. La liberté et le divertissement y mènent les Bertram à leur perte : Tom, mal remis de sa chute à Newmarket, y ruine sa santé et tombe gravement malade ; Maria y brille dans les salons mais crée le scandale par sa liaison adultère avec Henry Crawford, Julia s'y laisse courtiser par ce bon à rien de Yates, et Edmund y rencontre plusieurs fois Mary qui a replongé dans ses habitudes mondaines de dissipation et de souci des apparences, repoussant toujours le moment de demander sa main.
« La ville » est présentée comme un monde aux mœurs très relâchées, qui s'oppose à Mansfield, le monde des vieilles valeurs rurales tories, et à Portsmouth, ce vivier des « nouvelles recrues », comme les appelle Tony Tanner, le sang neuf de Mansfield Park : Fanny, William et Susan. Les Crawford, charmants, riches, vifs et pleins d'esprit sont dès le début identifiés à Londres, et ils transposent dans le tranquille Northamptonshire leur goût immodéré pour le divertissement. Ce sont de véritables « liaisons dangereuses », des êtres pas vraiment mauvais mais gâtés par leur trop longue immersion dans la ville corrompue et corruptrice : Henry le libertin s'amuse à perturber Julia, séduire Maria et piéger Fanny. Mary la mondaine est persuadée que tout peut s'acheter, et tombe des nues quand aucun paysan ne veut convoyer sa harpe au moment des moissons.

## Traitement littéraire

### Structure du récit
La présentation en trois volumes, traditionnelle à l'époque, fonctionne comme une comédie en trois actes et une succession de tableaux, et ce d'autant plus que beaucoup de scènes donnent des précisions sur les déplacements des personnages qui s'apparentent à des didascalies. L'héroïne y est mise dans une situation intensément dramatique en fin de première et surtout de seconde partie, et triomphe au dénouement.

#### «Acte 1» - De l'enfance au retour de Sir Thomas
Après un incipit qui remonte trente ans en arrière, pour expliquer les raisons de la venue de Fanny Price chez les Bertram, le premier chapitre fait figure de scène d'exposition. Il donne un aperçu du caractère des trois adultes qui vont influer sur la vie de l'héroïne : Sir Thomas, Lady Bertram et Mrs Norris. Le caractère de ces personnages est un élément moteur de la construction narrative : si l'indolente et passive Lady Bertram espère seulement qu'elle n'embêtera pas son carlin, Sir Thomas envisage de prendre son rôle de tuteur très au sérieux, mais, en strict garant de la hiérarchie sociale, tient à ce que la petite cousine n'oublie jamais « qu'elle n'est pas une Miss Bertram ». Mrs Norris, mouche du coche bavarde et bruyante, est considérée par Vladimir Nabokov comme un personnage totalement « fonctionnel » : c'est elle qui a suggéré de faire venir Fanny, mais, n'ayant « pas la moindre intention d'engager des frais pour son entretien », s'arrange pour qu'elle vive en permanence aux frais de Sir Thomas, à Mansfield Park. C'est elle qui la dénigre systématiquement et prend soin de toujours lui rappeler sa position subalterne. L'histoire proprement dite de Fanny commence à son arrivée, au chapitre deux, dans lequel la narratrice présente aussi Mansfield Park et le comportement des autres personnages à l'égard de la petite fille : les enfants Bertram lui manifestent un désintérêt légèrement méprisant, à l'exception d'Edmund, qui se distingue par son amicale attention.
Les éléments de la diégèse s'emboîtent avec naturel. En raison de l'indolence de Lady Bertram, qui renonce à accompagner son mari à Londres pendant les sessions du Parlement, Fanny, sa petite demoiselle de compagnie, ne quitte jamais Mansfield Park. La mort de Mr Norris (chapitre III) entraîne l'arrivée du Dr Grant, dont l'épouse sera ravie d'accueillir sa sœur Mary lorsque celle-ci devra quitter la maison de l'amiral Crawford, et celle du vieux poney (chapitre IV), le don par Edmund à Fanny d'une douce jument, qu'il lui empruntera pour Mary Crawford. L'envie de promenades justifie l'escapade à Sotherton, prélude à l'aventure théâtrale. Selon la jolie expression de Nabokov, « chaque nouveau thème déploie ses pétales comme une rose de jardin ».

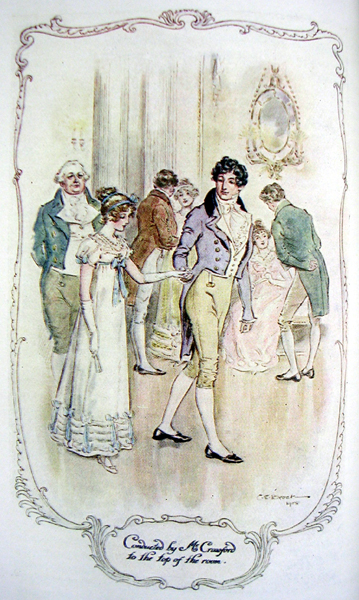
La voyant ouvrir le bal, Sir Thomas est fier de sa nièce et heureux d'avoir contribué à son éducation (C. E. Brock, 1908).

Le seul élément perturbateur totalement contingent est la situation à Antigua, qui éloigne Sir Thomas pendant deux ans (Chapitre III à XVIII, soit tout le reste du volume I), laissant les jeunes Bertram livrés à eux-mêmes, et dangereusement en mesure d'user de leur liberté : Lady Bertram est trop indolente, Mrs Norris trop contente de s'activer pour révéler les dangers potentiels de la représentation théâtrale ; Tom pour sa part use de son droit d'aînesse pour balayer les réserves d'Edmund. Mais au point culminant de la tension dramatique, lorsque Fanny est acculée à participer, un coup de théâtre fige la représentation : la porte s'ouvre en claquant, Julia apparaît comme un héraut de mélodrame : « Mon père arrive ! Il est dans l'entrée à l'instant même. »

#### «Acte 2» - L'emprise des mondains
Ce retour anticipé qui sauve Fanny in extremis semble redonner à Sir Thomas prise sur les événements : parce que ce mariage est dans son intérêt, il laisse son aînée épouser par dépit Rushworth qu'elle méprise mais qui lui assure un élégant pied-à-terre londonien. Ses deux filles parties, puisque Maria emmène sa sœur, il traite Fanny en fille de la maison, et reçoit les élégants et séduisants hôtes du presbytère, ce qui donne un tour un peu plus mondain à la vie sociale du château.
Les rencontres et les réceptions donnent lieu à des scènes où les conversations se croisent avec une virtuosité narrative là encore toute théâtrale.
Le projet d'Henry de « rendre Fanny Price amoureuse de lui », avec la bénédiction de sa sœur, se situe exactement au milieu du roman (II, IV). Sans aller jusqu'à le comparer au Valmont des Liaisons dangereuses faisant le siège de la vertueuse Mme de Tourvel, comme le fait Sally Palmer, ses intentions, clairement exprimées à sa sœur, sont assez cyniques : vexé parce que Fanny lui bat froid, il veut, égoïstement, la contraindre à penser comme lui, s'intéresser à ce qui l'intéresse, lui, et qu'elle ait l'impression, quand [il] partir[a], qu'elle ne connaîtra plus jamais le bonheur : to think as I think, be interested in all my possessions and pleasures […] and feel when I go away that she shall be never happy again.
Sir Thomas voit avec satisfaction l'intérêt qu'Henry Crawford semble porter à Fanny, et la visite de William Price à Noël lui donne l'idée d'organiser pour elle un bal, ce qu'il n'a jamais fait pour ses propres filles. L'arrivée de William renforce la comparaison entre les trois jeunes gens : d'un côté Edmund, le futur clergyman prêt à remplir ses devoirs et William, l'aspirant valeureux plein de courage, de l'autre Henry Crawford, l'oisif qui regrette « vivement de ne pas avoir vu, accompli ou enduré autant [que lui] ». Les événements liés au bal, qui couvrent les chapitres VIII, IX et X du deuxième volume, mettent en évidence le chassé-croisé sentimental du trio : Fanny, Edmund, Mary auquel s'ajoute Henry, maintenant vraiment amoureux de Fanny. Mais elle repousse ses protestations d'affection avec autant de douceur inflexible que les héroïnes vertueuses des comédies de la Restauration anglaise poursuivies par les assiduités d'un libertin.

#### «Acte 3» - Exil et réhabilitation
Le refus catégorique de Fanny d'épouser Henry Crawford rompt l'unité de lieu : pour la première fois en neuf ans Fanny quitte Mansfield Park. Et c'est durant ces trois mois de bannissement à Portsmouth que se conclut de façon scandaleuse ce qui s'est amorcé pendant l'absence de Sir Thomas. Comme la narratrice suit son personnage principal, c'est par l'échange de correspondances que le lecteur, comme Fanny, peut suivre ce qui se passe, à Londres essentiellement, dans le tourbillon des mondanités de la « Saison ».
Si la présence de lettres tend à rapprocher l'épisode Portsmouth des romans épistolaires, elles participent à la tension dramatique : attente anxieuse de Fanny, nouvelles décevantes ou inquiétantes. La lettre, contrairement à la conversation, crée un délai pour la réponse, mais elle peut être analysée et commentée, et Fanny ne s'en prive pas. Elle apprend le scandale par trois sources écrites : une lettre ambiguë de Mary, le bref entrefilet dans le journal que lit son père et la missive d'Edmund ; ce qui ne l'empêche pas d'éprouver un « délicieux bonheur » (qu'elle se reproche, vu le contexte) en lisant sous la plume d'Edmund qu'on a besoin d'elle à Mansfield, et qu'il vient la chercher.
Le dernier chapitre commence par une adresse au lecteur de la part de la narratrice qui s'immisce dans son récit pour évoquer le bonheur de sa Fanny, puis fait le point sur le devenir des personnages : ceux qui ont réfléchi à leurs erreurs s'amendent, ceux qui ont démérité sont écartés de Mansfield Park, et Fanny, la vertueuse Fanny, qui a grandi dans « la conscience d'être née pour lutter et supporter », reçoit sa récompense. Mais, même si Jane Austen fait triompher les valeurs de Mansfield Park, elle en a montré les failles et les limites. Elle est aussi consciente que le monde change et que l'avenir appartient à Londres, où argent et position sociale sont des valeurs de poids ; aussi la narratrice suggère-t-elle un autre dénouement peu satisfaisant tant moralement que pour le bonheur de son héroïne, mais socialement très vraisemblable : si Henry avait persévéré, si Mary avait épousé Edmund…

### Caractérisation des personnages
Jane Austen utilise plusieurs méthodes pour donner vie et profondeur psychologique à ses personnages à travers une forme très maîtrisée de l'énonciation et l'exploitation de scènes symboliques.

#### Énonciation
La narratrice extradiégétique prend en charge généralement les personnages sans personnalité marquée. Ainsi Mrs Rushworth est-elle « bien intentionnée, polie, prosaïque, pompeuse, considérant que rien n'avait d'importance si cela ne la concernait ni ne concernait son fils ». Mais pour les autres, Jane Austen varie les approches, utilisant :
- Le discours direct, dans les nombreux dialogues. Chaque personnage a son style. Sir Thomas a un langage assez ampoulé et pompeux, caractéristique du « père noble » de la comédie de mœurs. La tante Norris, caractérisée par un bavardage bruyant et répétitif, interrompt souvent son interlocuteur qu'elle noie sous des justifications et des considérations oiseuses. Lady Bertram qui parle peu, est prosaïque, Mary Crawford légère et spirituelle, et Edmund sérieux.
- Le discours rapporté, parfois sous la forme plus souple du discours indirect libre[127]. Surtout lorsqu'il rapporte les remarques et réflexions de Fanny, soulignant, par exemple, sa jalousie naïve quand Edmund donne à Mary une leçon d'équitation : « Si on l'oubliait, elle, on aurait pu penser à la pauvre jument »[128] ; sa stupéfaction en entendant Edmund se justifier de jouer Anhalt[129] ; ou ses commentaires des lettres de Mary[130]. Mais son monologue intérieur[131] est presque toujours rendu au style direct, comme quand elle commente vigoureusement et avec colère la lettre où Edmund lui affirme que Mary est « la seule femme au monde qu'il puisse jamais envisager d'épouser »[132]. Et ses réflexions se confondent parfois avec les remarques de la narratrice, puisque sa vision des événements est privilégiée.
- Le discours narrativisé qui évoque le parler du personnage dans une phrase descriptive, comme dans cette longue phrase alambiquée[133] imitant les méandres du discours confus de Mr Rushworth[134] :

« Mr Rushworth was eager to assure her ladyship of his acquiescence, and tried to make out something complimentary; but, between his submission to her taste, and his having always intended the same himself, with the superadded objects of professing attention to the comfort of ladies in general, and of insinuating that there was one only whom he was anxious to please, he grew puzzled, and Edmund was glad to put an end to his speech by a proposal of wine. »
« Mr Ruthworth brûlait d'assurer sa Seigneurie de son approbation, et essaya de trousser quelque compliment ; mais partagé entre son désir de se soumettre à son goût et celui de montrer qu'il avait toujours eu lui-même pareille intention, avec l'objectif supplémentaire de montrer qu'il était attentif au bien-être des dames en général, et de faire comprendre qu'il n'y en avait qu'une à laquelle il tenait particulièrement à plaire, il devint de plus en plus confus, et Edmund fut heureux de mettre fin à son discours en offrant du vin. »
- Les correspondances, puisque le style des lettres reflète la personnalité de l'épistolier. Ainsi Mary a un style superficiel et élégant, Fanny de la vigueur et de la précision[135], Lady Bertram un style « profus », et Edmund écrit à Fanny avec le même sérieux affectueux qu'il lui parle. L'échange de lettres est particulièrement important pendant le séjour de Fanny à Portsmouth où elle vit au rythme des lettres reçues de Lady Bertram, Mary, Edmund.

#### Scènes et situations symboliques
Outre les deux grandes scènes symboliques de transgression, la promenade à Sotherton et les préparatifs de la représentation théâtrale, de nombreux passages ont un aspect symbolique, éclairant tel ou tel personnage, telle ou telle situation, ce que Virginia Woolf a mis en évidence dès 1913.

##### Équitation pour Fanny, équitation pour Mary (chapitre 7)

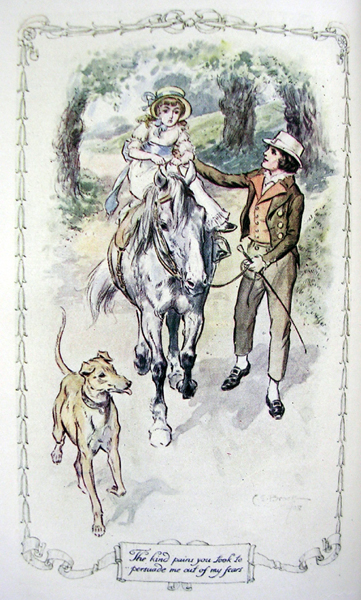
Edmund a patiemment aidé Fanny à dominer ses peurs de cavalière débutante (C. E. Brock).

Le Northamptonshire est une région où chasses à courre (pour les messieurs surtout) et promenades à cheval sont très pratiquées : les demoiselles Bertram ont une monture personnelle, qu'elles utilisent régulièrement, et Edmund possède en propre deux hunters. Pour Fanny, cependant, monter le « vieux poney gris » a d'abord une fonction thérapeutique, et ce n'est qu'avec la jument soigneusement choisie pour elle par Edmund (malgré la désapprobation de Mrs Norris) qu'elle commence à apprécier l'équitation. Les dames utilisent une selle d'amazone. La leçon d'équitation de Mary, décrite à travers les yeux de Fanny, souligne la différence de tempérament des deux jeunes filles : la craintive et timide Fanny, qu'Edmund a dû apprivoiser et qu'on aide à se mettre en selle, et l'aventureuse Mary qui se lance hardiment au petit galop (canter) dès la deuxième leçon et n'a aucune envie de s'arrêter.

##### Aspiration à la liberté de Maria (chapitre 10)
Maria, attendant impatiemment avec Henry Crawford devant la grille fermée à clé qui empêche de passer dans la partie non aménagée du parc, évoque des sentiments de « contrainte » (restraint) et d'« épreuve » (hardship), avant de citer « d'un ton très expressif » un vers du poème de Laurence Sterne, A Sentimental Journey Through France and Italy (1768) : « ‘I cannot get out,’ as the starling said » (« Je ne peux sortir, comme dit l'étourneau. »). C'est un vers du chapitre The Passport– The Hotel at Paris, consacré à la critique de l'esclavage et célébrant la liberté, au cours duquel le héros, Yorick, menacé d'être embastillé, est tiré de ses réflexions par les plaintes d'un oiseau en cage. Maria ressent son mariage programmé avec Rushworth comme une menace d'emprisonnement, mais si Henry est prêt à l'aider à franchir la grille, il n'a pas l'intention d'entendre la demande informulée que cache la citation.

##### Soirée à Mansfield Park (fin du chapitre 11)
Après une conversation mi-sérieuse mi-brillante entre Edmund, Fanny et Mary sur les vocations des clergymen et leurs motivations à embrasser cette profession, Mary rejoint les autres au piano et Edmund reste dans l'embrasure de la fenêtre à observer l'apparition des étoiles avec Fanny, puis, insensiblement, se rapproche du piano où ses sœurs chantent un glee avec Mary, laissant Fanny seule à la fenêtre. Comme dans une scène de théâtre, la fascination d'Edmund pour Mary, dont il admire la vivacité d'esprit et la démarche élégante, est visualisée symboliquement par son lent déplacement à travers le salon de musique, alors qu'il vient d'affirmer à Fanny : « nous allons attendre que ce soit fini ».

##### Jeu deSpeculation(volume II, chapitre 7)
Tous les protagonistes, sauf Maria et Julia, déjà parties, se retrouvent au cours d'une soirée au presbytère autour du Dr Grant et de sa femme. Table de whist pour le pasteur, sa femme, Mrs Norris et Sir Thomas, de speculation pour les autres, les étapes du jeu permettant de suivre les spéculations de Sir Thomas, qui a repéré le manège d'Henry auprès de Fanny, mais reflétant surtout celles de Mary qui s'interroge sur l'intérêt d'épouser Edmund alors qu'il affirme vouloir habiter Thornton Lacey une fois ordonné. Il est significatif que Lady Bertram et Fanny ne connaissent pas ce jeu, et que Fanny, qui a très vite compris ses règles, résiste aux suggestions d'Henry. Les rôles qu'Henry joue avec brio au cours de la soirée, parfaitement à l'aise à la fois dans la partie de cartes et la conversation, sont semblables à ceux qu'il tient dans la vie, et le jeu de Mary est une parfaite métaphore de ses relations avec Edmund : elle joue de façon audacieuse, gagne gros mais, déçue par la tournure que prend la conversation, se hâte de conclure la partie, au risque de tout perdre.

##### La croix d'ambre (volume II, chapitre 9)
L'épisode du collier et de la croix d'ambre permet de comprendre comment Fanny gère des conflits de fidélité : Mary lui offre un collier pour le bal, où Fanny soupçonne, à raison d'ailleurs, la main d'Henry. Edmund, n'y voyant qu'un geste de générosité et de pure amitié, preuve des qualités de Mary, la supplie de le porter. Ce qu'elle peut faire, mais seulement après avoir mis autour de son cou la sobre chaîne d'or donnée par Edmund et la croix offerte par son frère, associant discrètement sur son cœur les cadeaux des deux personnes qu'elle aime le plus.

##### Du feu dans la chambre de l'Est (volume III, chapitre 1)

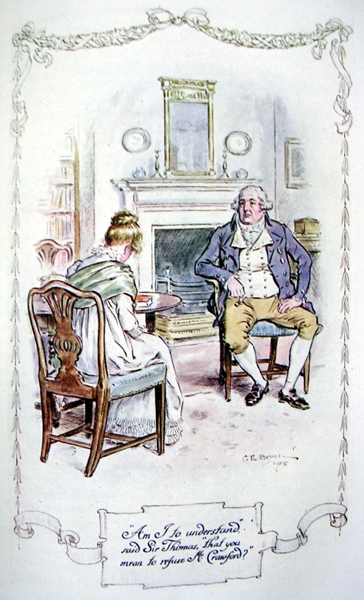
Sir Thomas rejoint Fanny dans la chambre de l'Est, sans feu, alors qu'il y a de la neige.

Pendant le séjour de Sir Thomas à Antigua Fanny a « annexé » l'ancienne salle de classe, appelée « chambre de l'Est » (East room) depuis que Maria l'a décidé ainsi, une petite pièce qui a été abandonnée lorsque les demoiselles Bertram ont eu droit à leur appartement personnel. Mrs Norris, ne trouvant pas de prétexte sérieux pour lui refuser d'utiliser cette pièce inoccupée, s'est contentée d'interdire d'y faire du feu, confort réservé à la famille, et Fanny acceptant cette marque de son statut inférieur comme un faible prix à payer pour profiter de ce lieu rempli de souvenirs. Sir Thomas a trouvé cette brimade inutile, voire mesquine, lorsqu'il s'en est aperçu, même s'il a approuvé la sévérité antérieure de Mrs Norris.
Il a ordonné qu'on chauffe la chambre de l'Est, malgré sa colère contre Fanny en apprenant qu'elle refusait Crawford. À ses yeux les deux choses n'ont rien à voir : Fanny, de santé fragile, et traitée maintenant en jeune-fille de la maison, a droit à du feu chez elle quand il fait froid. Fanny, cependant, est bouleversée par cette preuve de bonté qui montre la valeur qu'elle a acquise, et se sent d'autant plus misérable de paraître ingrate et égoïste en refusant un mariage avantageux.
Mais avec ses livres, ses plantes, ses gravures, ses souvenirs, cette pièce est aussi une métaphore de la vie intérieure de Fanny. Le feu dans la cheminée est donc le signe visible du changement de statut de la jeune fille, maintenant qu'elle a, aux yeux de son oncle, la possibilité de sortir de « la condition médiocre qui semblait être son lot ».

### Style et écriture
Même si la narratrice extradiégétique montre ouvertement son affection pour ces héros très moraux et très sérieux que sont Fanny Price et Edmund Bertram, c'est avec esprit et humour qu'elle invite ses lecteurs à les préférer aux spirituels mais amoraux Mary et Henry Crawford.

#### Narratrice principale
La voix narratrice de Mansfield Park a, en effet, ce style élégant, ironique et incisif auquel Jane Austen a précédemment habitué les lecteurs, n'hésitant pas, au détour d'une phrase, à caractériser un personnage d'un trait railleur, ce que Nabokov appelle une « phrase à fossette ». On apprend ainsi, par exemple, dès les premiers chapitres, que « Mrs Norris se consolait de la perte de son mari en considérant qu'elle parvenait très bien à se passer de lui », Lady Bertram « passait ses journées sur un sofa, élégamment vêtue, travaillant à un interminable ouvrage de broderie sans grande utilité et sans aucune beauté » et les demoiselles Bertram « ne purent pas faire plus que généreusement donner [à Fanny] quelques-uns des jouets qu'elles appréciaient le moins ».
La narratrice intervient assez fréquemment dans la narration, ces intrusions concernant essentiellement son héroïne principale, mais pas seulement : « Et Fanny, qu'est-ce qu'elle devenait et que pensait-elle pendant tout ce temps ? et quelle était son opinion ? » (And Fanny, what was she doing and thinking all this while? and what was her opinion?) (chapitre 5) ; Happy Julia! Unhappy Maria! (chapitre 8) ; « Quant à ma Fanny, à cette époque, je le sais, à ma grande satisfaction, elle a dû être heureuse en dépit de tout. » (My Fanny, indeed, at this very time, I have the satisfaction of knowing, must have been happy in spite of everything)(dernier chapitre). L'opinion de l'auteur s'exprime ouvertement au début du dernier chapitre : « Laissons d'autres plumes ruminer sur la culpabilité et le malheur. Je quitte ces sujets si détestables aussi vite que je le peux, impatiente de rendre à tous ceux qui n'ont pas grand-chose à se reprocher une tranquillité supportable, et d'en avoir fini avec tout ça. » (« Let other pens dwell on guilt and misery. I quit such odious subjects as soon as I can, impatient to restore everybody, not greatly in fault themselves, to tolerable comfort, and to have done with all that »). Il faut se rappeler à propos de ces interventions, qui renvoient à une expression orale, que la lecture à haute voix se pratiquait chez les Austen aux veillées, et Jane lisait elle-même, et fort bien, ses textes à sa famille, comme le rappelle son neveu Henry Austen dans la notice biographique qui accompagne Northanger Abbey et Persuasion, et d'autres, comme sa nièce Caroline.
Parmi tous les personnages, c'est Mary qui a le style alerte et mordant de sa créatrice. L'esprit et le ton de sa conversation semblent tout droit sortis de la correspondance de Jane Austen ou inspirés par la fantasque Eliza de Feuillide. Mary, comme Jane dans sa correspondance, émaille sa brillante conversation de mots français, par exemple « esprit de corps », « menus plaisirs », « grincheux et exigeant », « bon vivant », « étourderie ». Cependant, si la narratrice se montre, comme elle, spirituelle dans la forme, dans le fond, elle montre le même goût que Fanny pour la droiture et la nature. C'est cette dernière qui lui inspire ses rares personnifications : la mer à marée haute « dansant d'allégresse et se jetant contre les remparts avec un bruit si merveilleux » (« dancing in its glee and dashing against the ramparts with so fine a sound »), ou les arbres, au printemps, qui, « quoique pas totalement habillés, étaient dans cet état exquis où l'on sait qu'une beauté plus grande est à portée de main » (« though not fully clothed, were in that delightful state when farther beauty is known to be at hand »). Mais dans l'ensemble Jane Austen fait rarement usage de métaphores. En revanche elle soigne le rythme et la sonorité de sa phrase, à l'origine de ce ton épigrammatique dont on souligne souvent l'élégance et la perfection.

#### Langage de Fanny
Son héroïne, en revanche, est particulièrement timide, peut-être comme Jane Austen à dix ans, si on en croit son biographe Park Honan, et préfère rester dans l'ombre. Son style est clair et précis, mais elle prend rarement la parole, et c'est toujours à voix basse, d'un ton hésitant, et en rougissant beaucoup. Elle prononce des phrases laconiques, et se contraint toujours à minimiser ou dévaloriser sa première réaction, ce que Nabokov appelle la « marche du cavalier », allusion au déplacement en L du cavalier aux échecs. Par exemple, elle se sent libérée, comme les autres, par le départ de Sir Thomas pour Antigua, mais elle se le reproche, « réellement chagrinée de ne pas éprouver de chagrin ». Elle exprime à Edmund son regret de ne pas voir la « noble allée » de Sotherton avant qu'elle disparaisse, mais comme c'est trop loin pour en faire le but d'une de ses promenades solitaires, elle ajoute : « cela n'a pas d'importance. Vous me le direz… ». Plus tard, lorsqu'elle se rend compte qu'elle est « si heureuse » d'aller dîner au presbytère, elle se demande pourquoi elle en est heureuse, alors qu'elle est certaine qu'elle y verra ou y entendra quelque chose qui lui fera de la peine.
Ce n'est que lorsqu'elle est en confiance et que le sujet l'intéresse particulièrement qu'elle se montre capable de raisonnements développés et argumentés, comme dans la conversation sérieuse sur la profession de clergyman au chapitre XI. La plupart du temps elle se laisse submerger par ses émotions, qui sont exprimées souvent dans des termes hyperboliques : ainsi, prenant conscience de son amour pour Edmund, elle « préfèrerait mourir que d'avouer la vérité », persuadée qu'« elle sera malheureuse pour toujours ». Elle éprouve des « frissons d'horreur » en découvrant « l'épouvantable mal » (horrible evil) qu'est à ses yeux l'adultère de Maria.

## Thèmes

### Éducation et «improvement»
L'éducation, et plus particulièrement celle des filles est un thème majeur. Le lien entre éducation reçue dans l'enfance et comportement dans l'âge adulte est rappelé avec insistance, et un parallèle est établi entre perfectionnement de l'esprit et améliorations du domaine (en anglais, c'est le même mot, improvement).

#### Éducation et formation du caractère
Les pédagogues du temps, Catharine Macaulay, Mary Wollstonecraft, Anna Laetitia Barbauld, Hester Chapone et Hannah More, qu'elles soient radicales ou conservatrices, insistent sur la nécessité de ne pas confiner, comme c'est trop souvent l'usage, l'éducation des filles aux arts d'agrément (accomplishments), mais de leur cultiver l'esprit. Ainsi, Hester Chapone, dans sa Lettres sur le perfectionnement de l'esprit (Letters on the Improvement of the Mind) de 1773, recommande l'histoire pour « compenser le manque d'expérience, habituellement acquise trop tard pour nous être vraiment utile ». Cependant Jane Austen prend grand soin de différencier une éducation formelle de surface, tournée vers l'apparence, la représentation, la fashion, telle celle acquise par les sœurs Bertram et Mary Crawford, d'une éducation morale où les connaissances sont réfléchies, assimilées avec discernement et mises en pratique, comme le fait Fanny, qui a appris à écouter le guide « que nous avons tous en nous-mêmes, si nous y sommes attentifs », et comme elle conseille à Henry de le faire.

##### Maria et Julia
Les demoiselles Bertram ont eu une gouvernante (Miss Lee) et tous les maîtres qu'elles ont voulus ; elles ont appris, en plus de la danse (indispensable), du piano, du dessin et du français (usuel), l'histoire, comme le recommande Mrs Chapone, mais aussi la géographie, l'histoire naturelle et des rudiments d'astronomie, alors que la petite Fanny, à son arrivée à Mansfield Park, ne connaît que les fondamentaux : « les trois R » (Reading, [W]Riting, Reckoning), c'est-à-dire lire, écrire, compter, ainsi que la couture (work), ce dont se gaussent à l'envi ses deux cousines.
Cependant, en apprenant des listes, des tables et des chronologies sans grande utilité, elles ont seulement entraîné leur mémoire passive, pas leur faculté de raisonnement. Maria, qui considère l'éducation achevée à dix-sept ans, est élégante et parfaitement « accomplie », mais cette éducation formelle ne lui a permis d'acquérir ni capacité de réflexion, ni jugement moral, ni connaissance de soi. La mère n'a pas accordé la moindre attention à l'éducation de ses filles, car « elle n'avait pas de temps à y consacrer », dit ironiquement la narratrice, et a laissé sa sœur, la désastreuse Mrs Norris, régenter la maisonnée. Le père s'est montré excessivement sévère, pour compenser l'indulgence excessive de Mrs Norris. Du coup, ses filles ont appris à dissimuler leurs agissements devant lui.
Comme il le reconnaît à la fin, leur éducation ne leur a pas appris « le sens du devoir » ni donné de bonnes habitudes, elle ne les a pas aidées à corriger leurs défauts naturels, au contraire : habituée, par les flatteries de sa tante à se laisser aller à ses pulsions et ses passions, Maria se jette dans l'adultère, et Julia, qui craint les foudres de son père, panique et s'enfuit avec Yates.

##### Mary Crawford

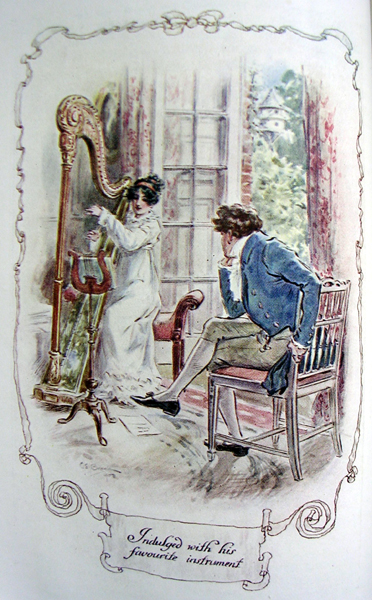
Edmund, qui adorait la harpe, était enchanté par les petits concerts de Mary (C. E. Brock, 1908).

Manifestement accomplie, elle a bénéficié d'une éducation formelle beaucoup plus mondaine que celle des Bertram et a fréquenté à Londres et chez son oncle une société superficielle à la morale élastique. Elle sait mener une conversation brillante et possède une harpe dont elle joue avec un art consommé : or « une jeune femme, vive et jolie, avec une harpe aussi élégante qu'elle, […] c'était suffisant pour s'emparer du cœur de n'importe quel homme » (« A young woman, pretty, lively, with a harp as elegant as herself [...] was enough to catch any man's heart »).
Son ton de badinage, ses remarques spirituelles et ses jugements moqueurs déconcertent cependant Edmund. Évoquant avec lui la formation du caractère de Mary, Fanny suppose que ses défauts « ont été aussi ceux de la tante qui l'a élevée ». Le jour du bal, cherchant à excuser son comportement, il reconnaît que « l'influence » de ceux qui l'ont élevée fait paraître ses opinions « légèrement pernicieuses » (a tinge of wrong), mais il reste persuadé que ses dispositions naturelles sont irréprochables. Tantôt il ne lui voit que de « menues imperfections » de comportement, tantôt il craint que son oncle et sa tante aient gâté une belle âme : « on dirait que l'esprit lui-même est corrompu » (« it appears as if the mind itself was tainted »). Fanny est persuadée qu'elle n'a même pas conscience que son esprit est perverti, qu'il est « obscurci, alors qu'il se croit dans la lumière » (« darkened, yet fancying itself light »). La mauvaise influence de l'amiral Crawford et de sa femme sur Henry et Mary est comparée par Mrs Grant à une « infection » que Mansfield Park peut soigner et guérir, mais en fréquentant à Londres ses anciennes connaissances, Mary retrouve aussi ses anciennes habitudes mondaines et prouve qu'elle n'aime pas assez Edmund pour avoir envie d'abandonner son style de vie londonien et l'épouser.

#### Le «cas» Fanny Price

##### Une expérience réussie
Sir Thomas se livre en quelque sorte à une expérience scientifique en transplantant Fanny à Mansfield Park : quelle capacité d'assimilation peut-il attendre d'une enfant qu'il suppose « d'une grossière ignorance », possédant « des idées mesquines et des manières vulgaires », et qui est menue, maladroite et craintive, face à ses beaux cousins, aux manières aisées et grands pour leur âge ? Ses préjugés semblent justifiés au début : faible, maladive, timide, silencieuse, passive, vulnérable, Fanny n'a en apparence aucune des qualités attendues d'une héroïne de roman. Sortie de son milieu d'origine, c'est un personnage « hors cadre », au statut et à la position sociale ambigus, comme d'autres héros, Tom Jones ou Julien Sorel, par exemple.
Mais lorsqu'elle a 18 ans, au bal dont elle est la reine, son oncle peut admirer les résultats de l'improvement de Fanny, la perfection de son éducation et de ses manières, et se féliciter de sa réussite. Ce n'est qu'après son retour de Portsmouth cependant qu'il reconnaît que « Fanny était la fille qu'il souhaitait », et qu'il se sent largement payé de l'acte de charité qu'il a accompli. « Dégoûté des unions ambitieuses et mercenaires et prisant de plus en plus l'excellence des principes », il voit maintenant d'un bon œil le mariage de Fanny avec son fils cadet : il y a là un « bon retour sur investissement » (« a rich repayment »), puisqu'elle a sauvé la famille de la déliquescence et de la ruine morale.

##### Des dispositions, de bons principes et un esprit indépendant
Miss Lee lui a appris « le français et l'a écoutée lire sa ration quotidienne d'Histoire », mais elle n'a voulu apprendre ni le dessin ni la musique, s'étonne Maria. C'est son fraternel cousin Edmund qui a « contribué au perfectionnement de son esprit », en lui conseillant des livres et « guidant convenablement ses lectures », en parlant avec elle de ce qu'elle lisait, « formant son goût et corrigeant son jugement », suivant en quelque sorte les recommandations d'Anna Barbauld, qui suggère que la meilleure façon d'acquérir des connaissances pour une jeune fille consiste en conversations familières avec un parent et en lecture des ouvrages qu'il lui recommande. Au contact d'Edmund et avec son aide elle a affûté ses facultés d'observation, de réflexion et de jugement. Souvent silencieuse en compagnie, elle observe, écoute, réfléchit et tire des conclusions : sa sûreté de jugement n'est jamais prise en défaut.
Soumise à la tyrannie agressive de Mrs Norris et à celle plus insidieuse de Lady Bertram, qui « ne peut pas se passer d'elle », souffrant aussi de la froideur de son oncle et du manque d'affection de ses cousines, Fanny a acquis une faculté de résilience, qu'elle appelle [capacité] « de se remémorer et d'oublier » (« of recollecting and of forgetting »). Effacée et discrète, tant à cause de sa timidité que de sa position incertaine dans la famille Bertram, elle se contraint la plupart du temps à réprimer ses sentiments et ses désirs, car elle n'est pas aussi soumise et passive qu'elle en a l'air, n'hésitant pas à dire qu'elle n'est pas d'accord quand elle le juge nécessaire, et faisant même preuve de beaucoup de courage lorsqu'elle résiste aux pressions conjuguées de son oncle et d'Edmund pour lui faire accepter Henry.
La narratrice la décrit « luttant contre le mécontentement et l'envie », ou « pleine de jalousie et d'agitation »». Elle ressent comme un coup de poignard (a stab) l'aveu d'Edmund lui disant explicitement que Mary lui est chère, mais, consciente des obligations morales de sa situation, veut « vaincre tout ce qui s'apparente à de l'égoïsme dans son affection pour Edmund ». Elle en arrive même à souhaiter que ce qu'elle craint le plus se réalise, plutôt que de souffrir de l'intolérable incertitude qui la ronge durant son séjour à Portsmouth. Elle est sans cesse déchirée entre ce qu'elle aimerait faire et ce qui lui est permis par les convenances. Et malgré toute son humilité chrétienne, après la rupture entre Edmund et Mary, lorsqu'elle est « libre de parler franchement », elle « se sent en droit de l'informer » que Mary n'était pas si désintéressée (puisqu'elle envisageait le décès de Tom). Elle se permet même, alors qu'il erre comme une âme en peine, d'être vraiment heureuse : heureuse d'être revenue à Mansfield, mais surtout heureuse de savoir qu'il « n'était plus la dupe de Miss Crawford ».

##### Une sensibilité romantique

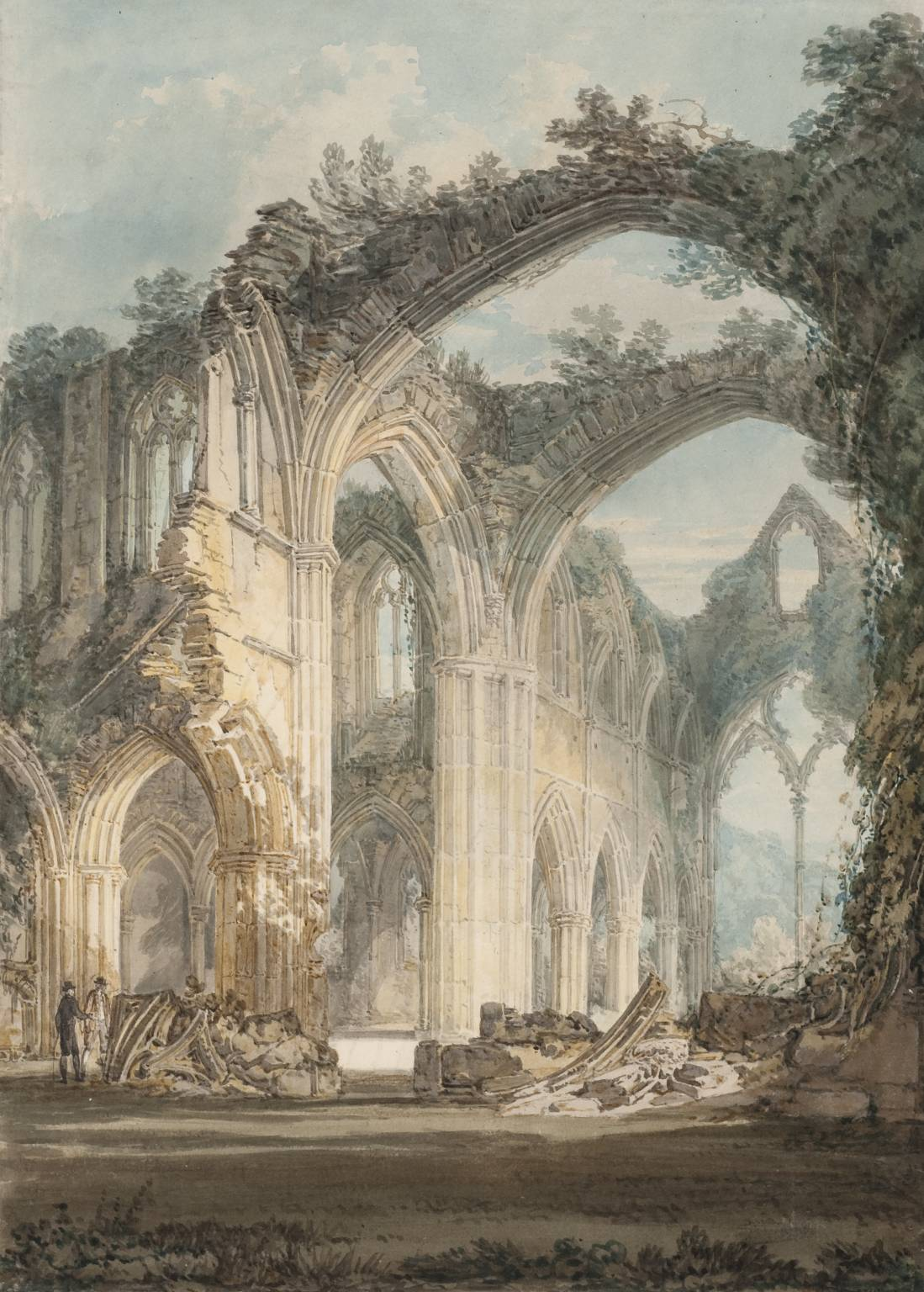
La croisée des transepts de Tintern Abbey, par Turner (1794).

Longtemps incertaine de son statut social réel, comme le seront les orphelins de Charlotte Brontë et Dickens, particulièrement Jane Eyre ou David Copperfield, Fanny a une sensibilité aiguë, un goût marqué pour la solitude et se nourrit de poésie. En admirant un beau crépuscule, un soir, elle se perd dans la contemplation de la « sublimité de la nature ». Pour illustrer ses sentiments, elle cite William Cowper, un poète particulièrement apprécié par Jane Austen, et Walter Scott : lorsqu'elle entend que Repton fera abattre l'allée de vieux chênes à Sotherton, elle murmure à Edmund un vers du long poème Le Sofa, dans lequel Cowper déplore la corruption des villes face à l'influence morale de la nature : « Vous, nobles allées déchues, une fois encore, je pleure votre destin immérité », et en visitant la chapelle de Sotherton, qui la déçoit par son aspect fonctionnel, elle évoque la description de Melrose Abbey sous la lune, dans le chant 2 du Lai du dernier ménestrel (1805), avec « les bannières claquant au vent de nuit des cieux ». Ces deux poèmes expriment la sensibilité à la nature, le passage inexorable du temps et l'inconstance des sentiments humains.
Sa sensibilité romantique transparaît aussi dans l'aménagement de son refuge, son « nid de réconfort », cette chambre de l'Est, le cœur et « les archives de Mansfield Park », selon Barbara Hardy, une pièce qu'elle a annexée et où elle a peu à peu imposé sa marque. Elle y entrepose ses géraniums, ses livres (dont Tales in Verse de George Crabbe), son écritoire, les menus souvenirs de son enfance, les cadeaux de ses cousins, bref, son kit personnel de survie. L'ancienne salle de classe joue pour elle le même rôle que les environs de Tintern Abbey pour William Wordsworth : c'est un lieu de ressourcement, où « tout [est] un ami ou rappell[e] un ami », où même les souvenirs tristes ont leur charme.
L'amour fraternel qui lie Fanny et son « cher William » depuis leur plus tendre enfance, nourri de leurs souvenirs communs, heureux ou malheureux, a cette qualité qui rend « les liens fraternels supérieurs aux liens conjugaux », et rappelle les sentiments très forts qui unissent certains poètes romantiques à leur sœur : William et Dorothy Wordsworth, Charles et Mary Lamb, Byron et Augusta, sa demi-sœur (un amour probablement incestueux, celui-là). L'amour que Fanny porte à son « frère adoptif » Edmund se fonde lui aussi, outre l'estime, la gratitude et l'affection indispensables aux yeux de Jane Austen à un mariage réussi, sur la connivence créée par les années de conversations familières (d'ailleurs bien trop familières quand Edmund détaille à une Fanny de dix-huit ans ses tourments amoureux, sujet de conversation très incongru et improper avec une jeune fille, si on se réfère aux Fordyce's Sermons ou aux Manuels de conduite de l'époque).

### Dangers destheatricals

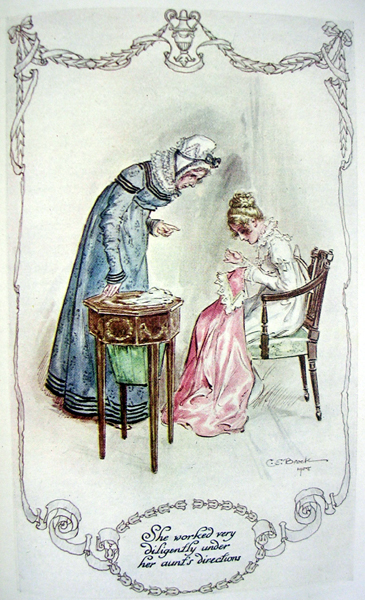
Fanny, ayant refusé de jouer, est vivement sollicitée par Mrs Norris pour coudre les costumes.

#### L'aventure théâtrale
Le spectacle monté à Mansfield Park, est l'un des passages clefs du roman. L'épisode couvre huit chapitres au total : six du volume 1 et les deux premiers du deuxième volume. Il est possible qu'il soit inspiré par un scandale arrivé en septembre 1788 chez des parents éloignés de Mrs Austen : à 18 ans, Thomas Twisleton, fils du troisième baron Saye and Sele, disparu en juillet de la même année (il s'est suicidé), s'est enfui à Gretna Green avec Charlotte Wattel, mineure elle aussi, à la suite d'une liaison commencée pendant qu'ils jouaient en amateurs dans Julia, or the Italian Lover, une tragédie de Robert Jephson (1787).
On faisait du théâtre, chez les Austen, comme le rapporte le Memoir de James Edward Austen-Leigh. Il n'y a donc pas chez Jane de rejet systématique du théâtre amateur dans le cadre familial. C'est James, l'aîné, qui sélectionnait les pièces, leur ajoutant un prologue et un épilogue versifiés. Mais transformer Mansfield Park, « ce lieu d'habitudes, de paix et de tranquillité », en théâtre relève presque du sacrilège. Non seulement on investit le bureau du maître absent, on déplace les meubles et on engage des frais (la scène, les costumes, le rideau, les décors), mais la pièce choisie, Lovers' Vows (Serments d'amoureux), jouée avec succès à Covent Garden en 1798 et souvent reprise depuis, est scandaleuse, totalement déplacée dans le cadre d'un théâtre amateur : elle est dangereusement proche de la vérité des situations vécues par les protagonistes.
En outre l'intrigue donne à Mary, mais surtout à Maria, l'occasion de se conduire de façon beaucoup trop libre pour des jeunes filles de bonne famille. Mais ni Mrs Norris, incapable de s'opposer à un désir de sa nièce préférée, ni Tom, passablement dissolu, ne voient le danger de laisser Maria et Crawford longuement répéter ensemble. Fanny, qui a la curiosité de lire la pièce, en est consciente, mais n'est pas en situation de révéler ce qu'elle voit, et se trouve elle-même violemment prise à partie par Tom, et surtout Mrs Norris, puis impliquée dans la répétition de la troublante scène d'aveux que Mary et Edmund sont amenés à jouer.

#### Valeur symbolique

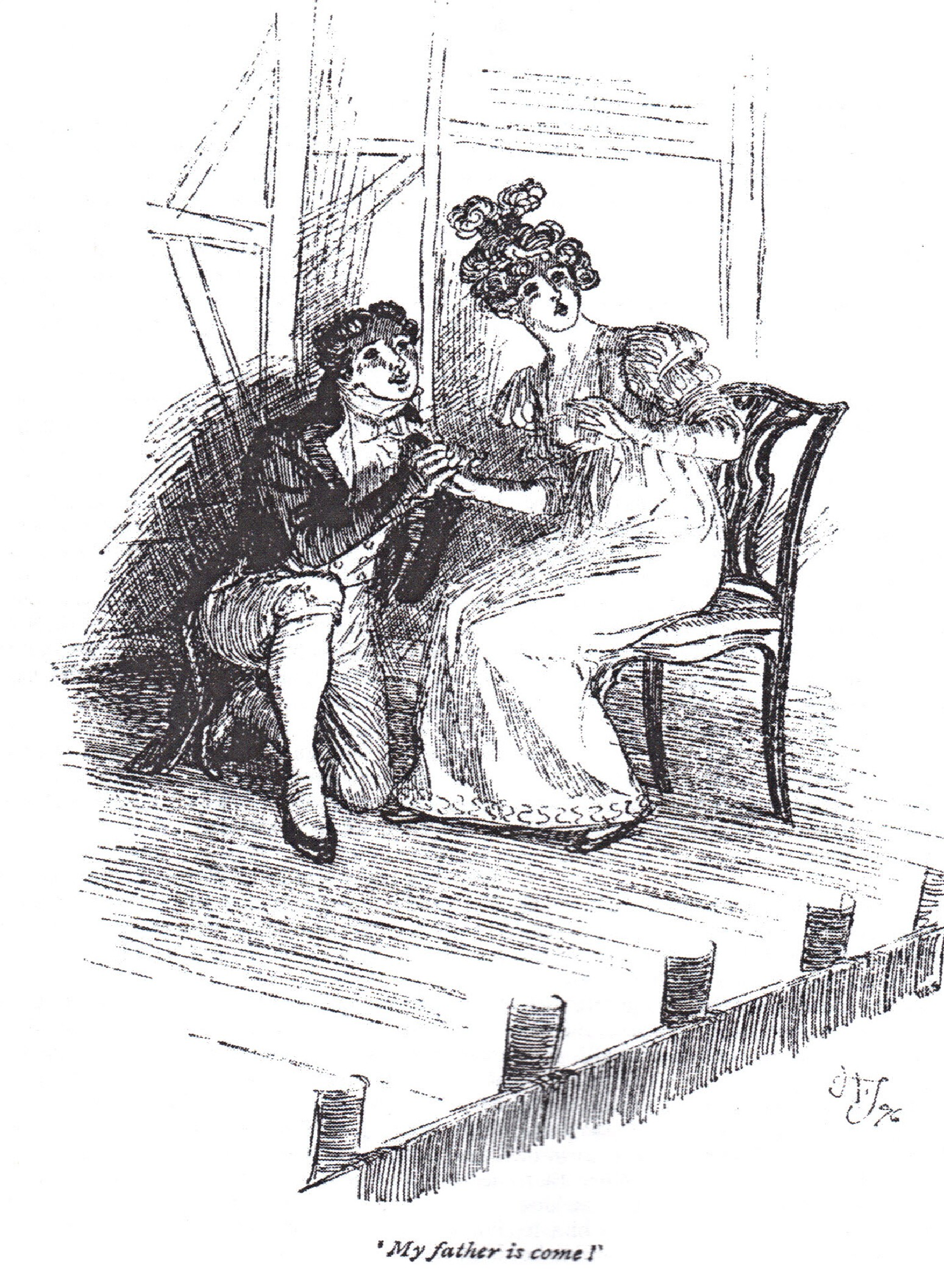
Maria répète bien trop assidument Lovers' Vows avec Crawford (Hugh Thomson, 1897).

Cet épisode symbolique prolonge en l'amplifiant celui de la promenade à Sotherton, et la distribution des personnages, prémonitoire, annonce la déchéance sociale à venir. Certains protagonistes, Maria la première, franchissent la fragile frontière entre le jeu théâtral et leur vie « réelle ». L'importance de la transgression est considérable : enfreignant la loi morale et les conventions sociales, leur désir de liberté ainsi affirmé devient coupable. Éblouis par les charmants et brillants Londoniens, si doués pour le théâtre et le divertissement, les Bertram perdent de vue qu'ils manquent totalement de principes moraux. Edmund lui-même se donne de bonnes excuses pour se justifier de finalement participer, mais quand il vient demander l'approbation de Fanny, elle se tait.
Tom et Mrs Norris ne sont pas les moins coupables. Tom use sans discernement du pouvoir que lui donne sa position d'aîné, remettant vertement à sa place son frère trop sérieux et trop moralisant, et se réjouissant de le voir rejoindre le camp des acteurs. Mrs Norris, irritée de voir Fanny compromettre, en refusant obstinément de jouer, une activité à laquelle elle consacre toute son énergie, perd tout sens de la mesure et lui fait, avec une aigreur et une violence qui choquent même Mary Crawford, des reproches injustes et disproportionnés : alors que Fanny n'est que trop consciente de la précarité de sa position, elle l'accuse d'être « très obstinée et ingrate, si elle ne fait pas ce que sa tante et ses cousins lui demandent, très ingrate, oui, si on considère ce qu'elle est » (« a very obstinate, ungrateful girl, if she does not do what her aunt and cousins wish her— very ungrateful, indeed, considering who and what she is »).
Fanny Price, pourtant, est la seule à rester lucide et parfaitement consciente de ce qui se passe, la seule garante de l'ordre établi, refusant aussi longtemps qu'elle le peut d'être directement impliquée, sauvée in extremis par l'arrivée inattendue de Sir Thomas. Comme l'écrit Andrew Sanders, « si les valeurs du roman, très clairement exprimées à travers cette aventure très osée qui choque tant Sir Thomas Bertram, paraissent bien loin de l'idée que le vingtième siècle se fait des personnages et de la vie sociale, Jane Austen considère de telles valeurs comme essentielles à l'heureuse conduite des affaires humaines ». Pour elle, en effet, sans bons principes pour brider les passions, les résultats peuvent être désastreux : ainsi les désordres suggérés par les theatricals deviennent un désordre moral dans la « vie réelle » des personnages : Maria plonge aveuglément dans l'adultère, Tom se ruine la santé, Edmund perd ses facultés de jugement en présence de Mary.
Pourtant, ce moment de folie générale, comme l'appellera Edmund bien plus tard, reste dans le souvenir des Crawford comme une semaine de bonheur. Ils se sentaient « vivants ». En effet, n'ayant aucune vie intérieure, ils n'ont l'impression de vivre que lorsqu'ils sont en représentation. Ils sont donc condamnés à être insincères. C'est vrai surtout pour Henry, capable de jouer tous les rôles (même celui de l'amoureux de Fanny), et « d'exprimer tous les sentiments avec une égale beauté », comme il le montre en lisant avec perfection un passage de Henri VIII, mais incapable d'en jouer un avec constance et persévérance.

### Le problème de l'esclavage

#### Fanny et Antigua

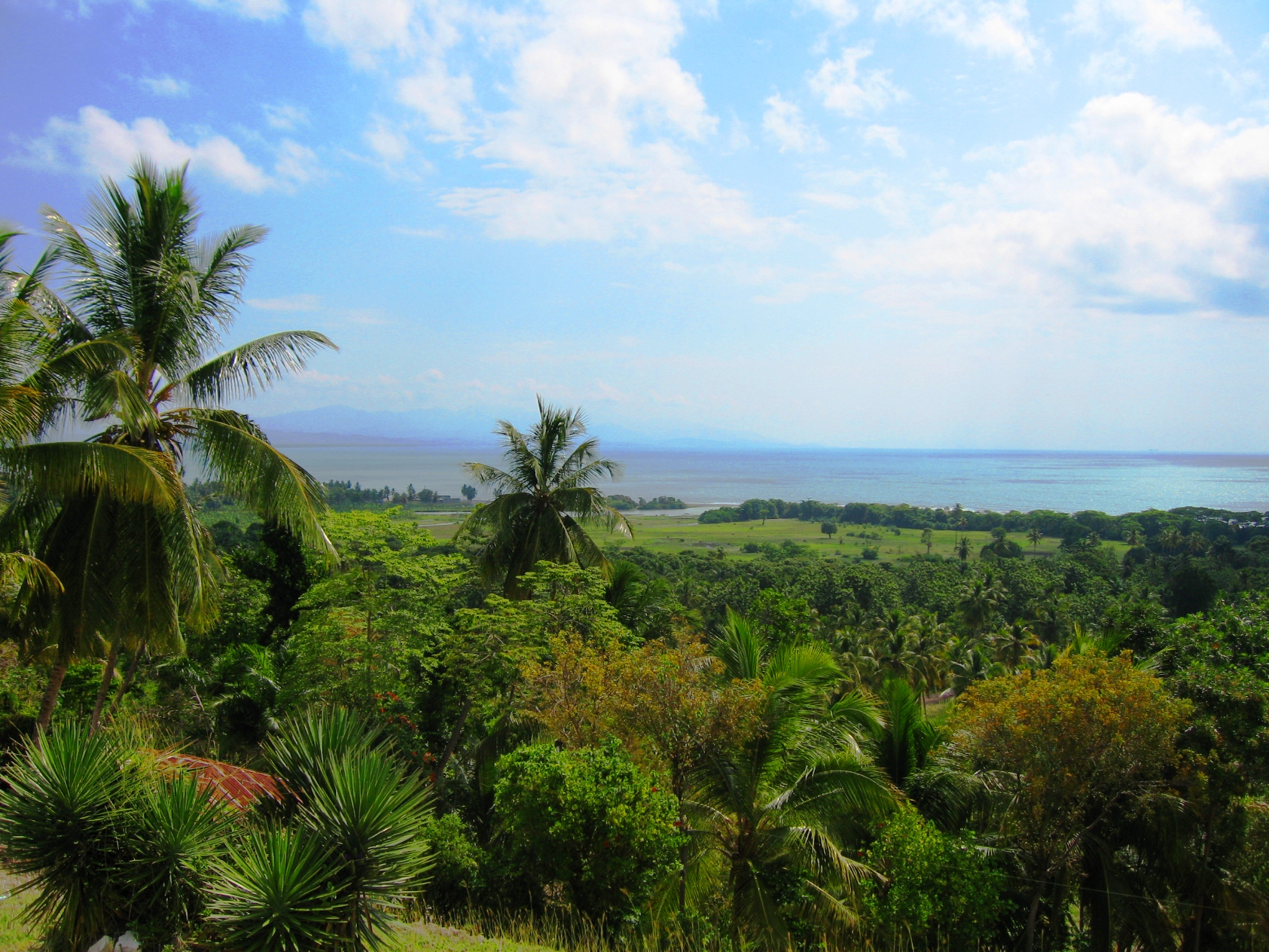
Fanny aime entendre son oncle raconter les Indes occidentales.

Même si Jane Austen ne fait qu'implicitement le rapprochement entre la semi-servitude des femmes (Fanny en particulier) et l'esclavage, et si la question de la traite reste très en arrière-plan, le fait que Sir Thomas ait des propriétés dans les Antilles joue un rôle essentiel dans la diégèse. Dès le début, en effet, la situation de Fanny est liée à Antigua, puisque ce sont les revenus du domaine antillais qui ont permis à Sir Thomas de la faire venir à Mansfield Park ; mais, au bout de cinq ans, précise la narratrice, « à la suite de quelque pertes récentes dans ses propriétés des Indes occidentales, à quoi s'ajoutait la prodigalité de son fils aîné, il n'était pas sans commencer à désirer être déchargé des frais de son entretien et de l'obligation d'assurer son avenir » (« it became not undesirable to himself to be relieved from the expense of her support, and the obligation of her future provision »).

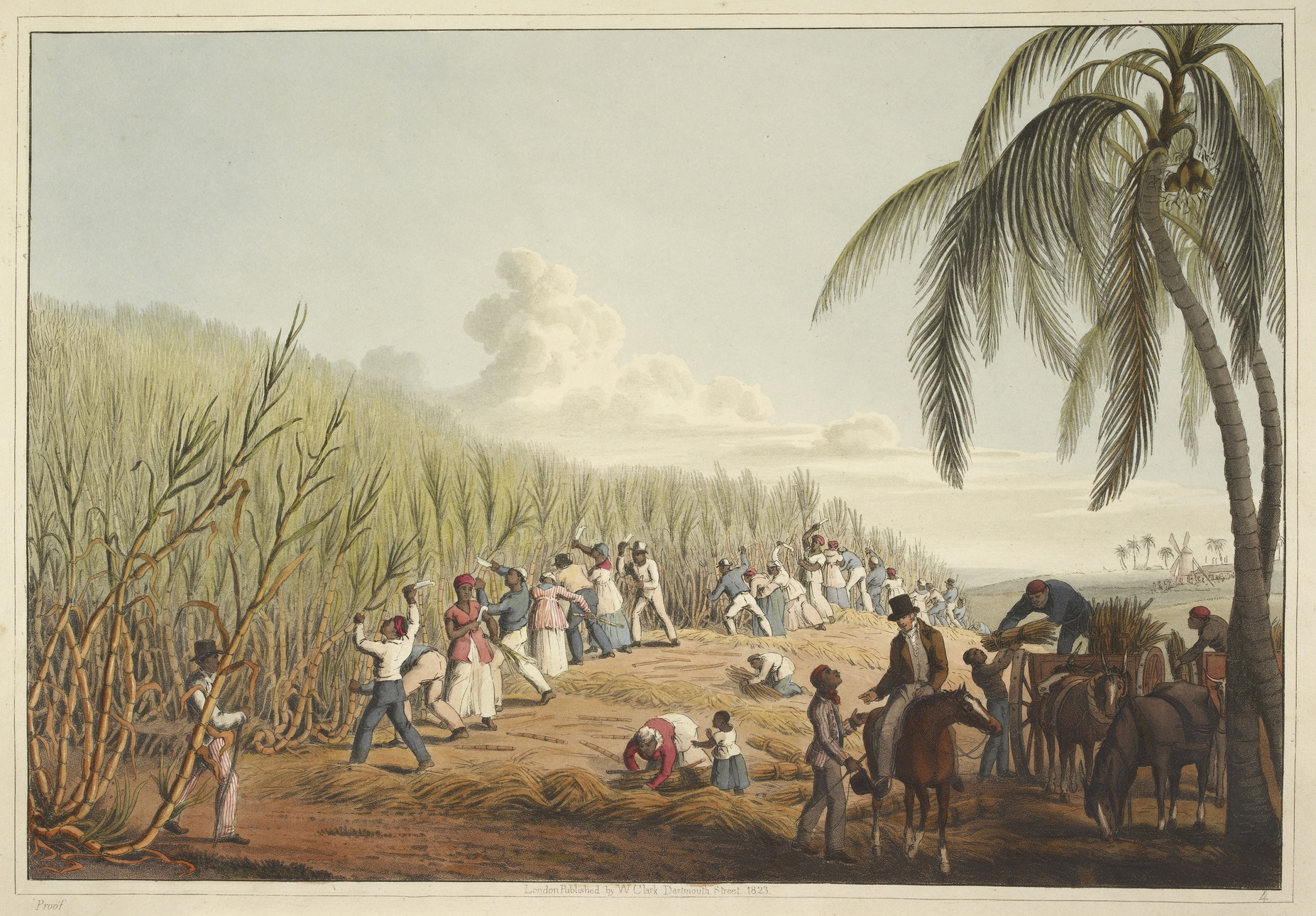
Esclaves récoltant la canne à sucre à Antigua (1823)

La narratrice ne développe pas la teneur de ces « pertes récentes » qui ont poussé Sir Thomas à se rendre en personne dans ses propriétés antillaises, précisant seulement que « cela s'imposait du point de vue financier ». Elle ne détaille pas davantage ces « circonstances défavorables » et cette « extrême instabilité » qui l'ont obligé à retarder son retour d'un an. Dans la réalité historique, le blocus continental, si désastreux pour le commerce du sucre, date de 1806, la loi d'abolition de la traite de 1807 et il y a des troubles à Saint-Domingue en 1809. Mais le calendrier interne au roman n'est pas facile à relier à ces événements et ne fait pas l'unanimité des critiques, certains le considérant comme antérieur, d'autres postérieur à l’Acte d'abolition de la traite.
Seule Fanny semble écouter avec un intérêt passionné les récits que fait Sir Thomas de son séjour à Antigua et se préoccuper du problème de la traite des noirs, sa question à Sir Thomas tombant dans un « silence de mort » qui la décourage de poursuivre, puisque le sujet n'intéresse visiblement pas ses cousines, même si son oncle « aurait aimé être questionné plus avant », comme le lui affirme Edmund.

#### Mansfield Parket le post-colonialisme

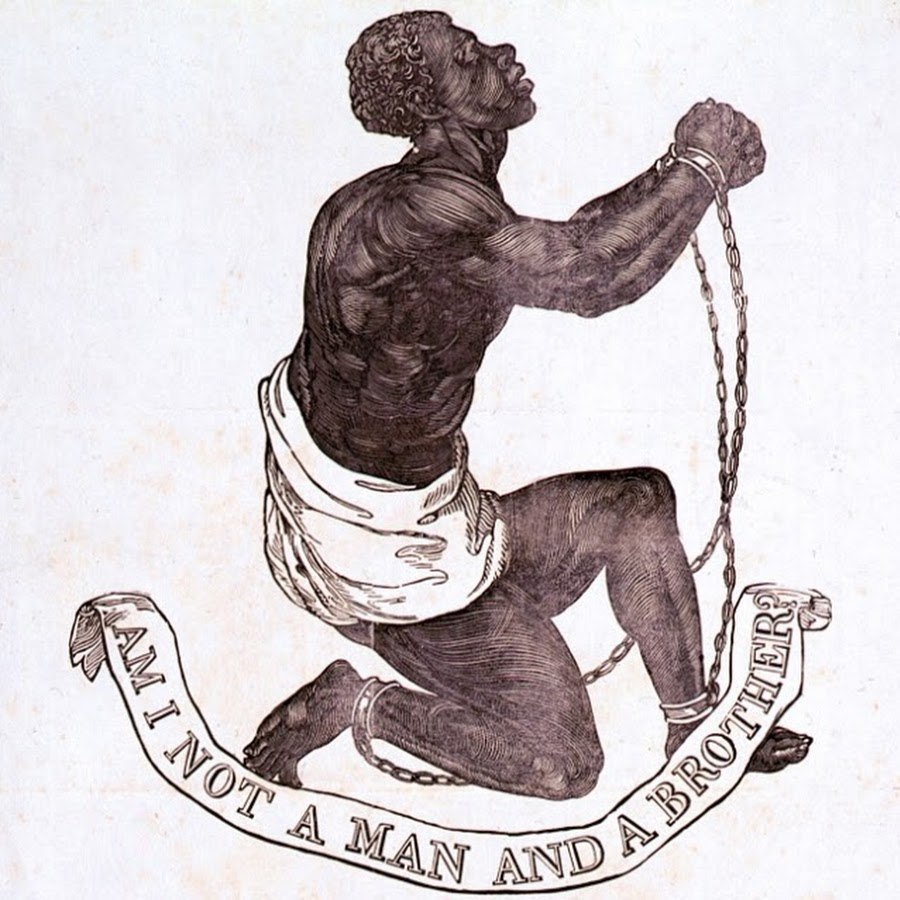
Médaillon officiel de la British Anti-Slavery Society de Josiah Wedgwood (1787) avec sa devise : Ne suis-je pas un homme et un frère ?

La lecture post-colonialiste de Mansfield Park, développée dans Culture et Impérialisme par Edward Saïd, n'a pas recueilli l'assentiment de tous les critiques, notamment Kathryn Sutherland : elle a souligné l'écueil que constitue la lecture d'un roman consacré à la description d'une grande famille traditionnelle en crise à l'aube du XIXe siècle au travers du prisme des valeurs féministes et post-colonialistes de lecteurs de la fin du XXe siècle.
Certes, les Austen avaient, on le sait, des liens avec les Indes occidentales. George Austen a été administrateur (trustee) pour un ami, James Langston Nibbs, un propriétaire de plantations à Antigua, dont le grand-père, Christopher, a peut-être inspiré Sir Thomas : il avait emmené son fils dans les Antilles, pour lutter contre sa prodigalité. En outre le beau-père de James Austen, le général Edward Mathew, né à Antigua et Gouverneur de la Grenade pendant dix ans, avait hérité d'une propriété à Saint-Domingue, avec « ses troupeaux et ses esclaves » ; celui de Charles était Attorney-General aux Bermudes ; la tante de Jane Austen, Mrs Leigh Perrot, était une créole née à la Barbade.
Cependant, on était plutôt abolitionniste chez les enfants Austen. Frank Austen, durant ses deux escales à Antigua en 1805 et 1806, a jugé sévèrement le traitement des esclaves sur place, évoquant la dureté et le despotisme des planteurs et remarquant que « l'esclavage, même s'il est amendé, reste toujours l'esclavage ». On a vu que le nom de Mansfield avait vraisemblablement un lien avec Lord Mansfield, auteur en 1772 d'un jugement (l'arrêt Somersett, interdisant l'esclavage sur le sol britannique), célébré par William Cowper. Ce poète apprécié de Jane Austen et lui-même abolitionniste est cité par Fanny Price, certainement pas par hasard. Il a écrit La complainte du Noir et Pitié pour les pauvres Africains en 1788 et le livre II de The Task, titré The Timepiece, contient une ardente critique de l'esclavage : « We have no slaves at home:— then why abroad? » (« Nous n'avons pas d'esclaves chez nous, alors, pourquoi à l'étranger ? »). Jane Austen a écrit à Cassandra en 1813 qu'elle était in love avec Thomas Clarkson après avoir lu l'une de ses publications contre l'esclavage et le commerce des êtres humains,.
Il reste qu'imaginer Sir Thomas en planteur antillais (a West Indian), plutôt qu'en rigide gardien des traditions conservatrices, peut expliquer le caractère récent de sa vaste demeure (« a spacious modern-built house ») et son désir de s'allier à une vieille famille comme les Rushworth pour consolider sa position dans le pays comme au Parlement. Son caractère tyrannique, son incapacité à comprendre tant la psychologie de ses filles que les sentiments de Fanny (comme l'Américain de Richard Cumberland), l'indolence toute créole de Lady Bertram (qui n'attend qu'un ou deux châles des voyages périlleux de William Price vers les Indes), et le personnage de Mrs Norris (qui porte le nom d'un esclavagiste notoire et se conduit en despote injuste et humiliant à l'égard de sa nièce) peuvent renforcer l'interprétation post-coloniale du roman faite par Edward Said et illustrée par Patricia Rozema dans sa version de  Mansfield Park, en 1999.

### Liberté et contraintes dans le cadre familial
Le thème de l'emprisonnement, du confinement, parcourt toute l'œuvre, parce que Jane Austen pose la question des limites personnelles et éthiques à la liberté individuelle, et montre les risques que les transgressions font courir au groupe familial.
La famille de Sir Thomas est au centre du récit. Pater familias conscient de ses devoirs, il veut sa réussite sociale. Certes, il aime les siens, mais c'est un homme rigide, autoritaire, incapable d'un geste d'affection, qui entend être obéi sans discussion. Alors, son fils aîné préfère fuir ses responsabilités, ses filles ont appris à se contraindre en sa présence, comme il le reconnaîtra lui-même, et Fanny craint de le mécontenter. Le départ du patriarche et sa longue absence créent donc un espace de liberté que chacun, même Fanny, ressent et s'emploie à meubler en endossant un nouveau rôle : Edmund prend au sérieux celui de chef de famille par intérim, Mrs Norris assume celui de la mère nourricière, Mrs Grant s'improvise marieuse, élaborant des stratégies matrimoniales pour Henry et Mary. Maria profite de cette liberté grisante pour jouer à la coquette, en dépit de ses fiançailles avec Mr Rushworth. Confondant liberté et licence, elle se pose en rivale de sa sœur et se laisse imprudemment troubler par Henry Crawford.

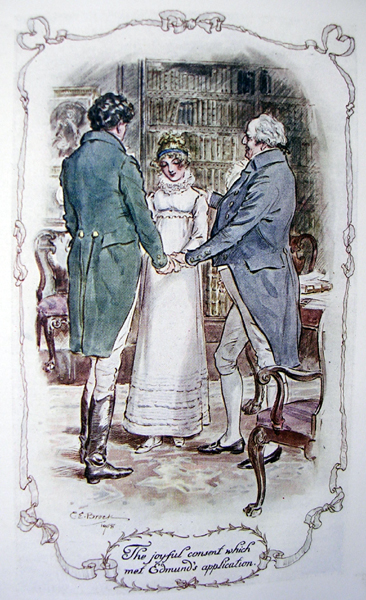
Sir Thomas sauve « tout ce qui lui restait de bonheur domestique » en approuvant le mariage de Fanny et d'Edmund.

Maria croit ensuite trouver la liberté grâce au mariage avec le riche Rushworth, qui lui permet d'échapper à l'atmosphère pesante de Mansfield Park et de briller dans les salons à la mode à Londres ; mais elle a seulement changé de prison : elle a épousé un être stupide et sous la coupe de sa mère, ce qui l'amène rapidement à le mépriser. Elle ressemble à Maria, l'héroïne de Mary Wollstonecraft, qui « souhaitait seulement vivre pour aimer », mais que « le mariage avait embastillée ». La folle passion qui l'attache ensuite à Henry les enferme dans un enfer à deux, et l'adultère la condamne à une forme d'emprisonnement plus sévère, la condamnation sociale. Avec son caractère passionné et rancunier, son défi des limites, elle est l'antithèse de Fanny Price, et elle est sacrifiée par la narratrice. Quant à Julia, qui s'est prudemment écartée des salons où elle risquait de croiser Henry, comme le précise la narratrice, si elle s'enfuit en Écosse avec Yates, c'est uniquement par crainte de payer pour sa sœur. Dans son « horreur croissante de son père et de la maison » elle a peur d'être ramenée malgré elle et cloîtrée à Mansfield par un père courroucé.
Fanny, de son côté, est littéralement en dette avec Sir Thomas, mais aussi asservie par la reconnaissance, à la fois pour l'éducation qu'il lui a permis d'acquérir, et l'aide qu'il apporte à sa famille. Mrs Norris, son oppresseur direct, trouve normal qu'elle soit toujours au service de ses tantes, et Sir Thomas, comme Mary d'ailleurs, considère qu'épouser Henry Crawford est socialement (et financièrement) une chance inespérée pour elle. Son renvoi à Portsmouth est un acte d'autorité despotique : il l'a « faite », il peut la renvoyer à sa vie misérable si elle refuse de lui complaire.
On peut ajouter que Sotherton ressemble, de l'avis même de son propriétaire, à une prison ; que, dans Lovers' Vows, Frederik (joué par Henry Crawford) est emprisonné ; la maison des Price à Portsmouth est si petite que Fanny s'y sent comme enfermée. Et la conclusion du roman, où la famille se recroqueville, Sir Thomas « anxieux avant tout de nouer par les liens les plus sûrs tout ce qui lui restait de bonheur domestique » et Edmund épousant celle qu'il a « aimé, guidé, protégé […] depuis qu’elle avait dix ans, son intelligence formée en grande partie par ses soins », peut paraître, à beaucoup de lecteurs, étriquée et trop édifiante : vivre « en vue et sous le patronage de Mansfield Park » est peut-être parfait aux yeux de Fanny, mais c'est un bonheur qu'on peut trouver limité, confiné, défensif.

### Profession:clergyman
Dans la lettre du 29 janvier 1813 adressée à Cassandra, évoquant son prochain livre, Jane Austen écrit que le sujet en sera l'ordination. Même si le sens du mot est ambigu et ne concerne peut-être pas l'ordination sacerdotale mais simplement l'ordre que symbolise Mansfield Park, les clergymen et les discussions sur les principes moraux et religieux tiennent une place importante dans ce roman.

#### Une image dévalorisée
On sait peu de choses de Mr Norris qui disparaît dès le chapitre 3, son souvenir restant seulement attaché à l'abricotier tardif de la variété Moor Park, planté le printemps avant sa mort, dont les fruits, selon son successeur, sont petits et insipides, plaisant écho, suggère Vladimir Nabokov, à la stérilité de Mr Norris. Le Dr Grant, bon vivant d'environ quarante-cinq ans, indolent et casanier, uniquement préoccupé de bonne chère, rappelle les religieux sybarites du XVIIIe siècle, friands des plaisirs de la table, un aspect de la profession critiqué à cette époque dans l'Église d'Angleterre où des voix s'élèvent pour sa moralisation, en particulier dans le parti évangélique. Son comportement justifie les préjugés de Mary Crawford envers cette profession.

#### Une fonction de responsabilité

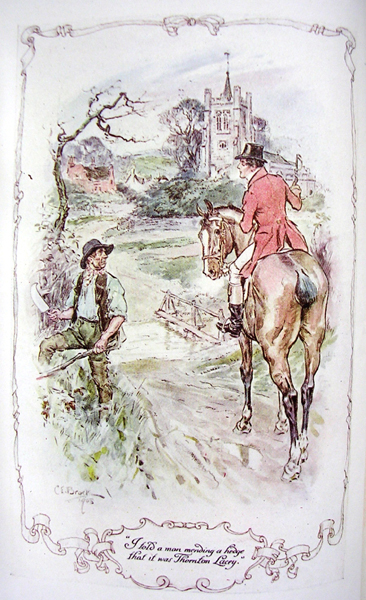
Henry Crawford, au retour d'une chasse, a eu la curiosité de voir Thornton Lacey (C. E. Brock, 1908).

Le sensible et sérieux Edmund présente du clergyman un portrait plus positif. Il a choisi cette profession par vocation et conviction religieuse autant que par nécessité. Son choix fait l'objet de débats, de fâcheries et de plaisanteries de la part de Mary Crawford, qui partage le mépris dont souffre généralement le clergé dans son milieu : « un clergyman n'est rien ! » affirme-t-elle à Sotherton, décontenancée par la découverte des projets d'Edmund. Il défend avec conviction sa grandeur morale et son rôle social, entièrement approuvé par Fanny :
« I cannot call that situation nothing, which has the charge of all that is of the first importance to mankind,[...] —which has the guardianship of religion and morals, and consequently of the manners which result from their influence. No one here can call the office nothing. »
« Je ne saurais qualifier de rien une profession qui a la responsabilité de tout ce qui est de première importance pour l'humanité [...], qui est la gardienne de la religion et de la moralité et par conséquent des mœurs qui découlent de leur influence. Personne ici ne saurait qualifier le service religieux de rien. »
Par ce plaidoyer pour la profession relativement humble mais honorable qu'il s'apprête à embrasser, puisqu'il doit être ordonné à Noël, Edmund se montre le plus sérieux et le plus conscient de ses responsabilités futures à l'égard de ses paroissiens de tous les pasteurs décrits par Jane Austen. Il a bien l'intention d'accomplir ses devoirs en allant vivre à Thornton Lacey. Pour Jane Austen le pasteur doit résider dans sa paroisse. Responsable de la bonne conduite de ses ouailles, il doit donner l'exemple. Cette attitude, chaudement encouragée par son père, dans la longue harangue adressée à Crawford, est prônée par le courant évangélique. Cependant Jane Austen a toujours gardé ses distances avec les aspects les plus rigoristes et intransigeants de cette branche de l'Église.
Mary Crawford, qui ne conçoit pas qu'on puisse passer plus de six mois par an à la campagne, aurait préféré qu'Edmund se contentât d'accomplir ses devoirs religieux le dimanche, menant le reste du temps la vie d'un « gentilhomme vivant de ses rentes » (a gentleman of independant fortune),.
La vision qu'Henry Crawford se fait de la profession est mondaine : il se voit jouer le prédicateur à la mode, peu soucieux des tâches journalières et répétitives d'un pasteur de campagne. Il imagine lui aussi qu'Edmund continuera à vivre à Mansfield Park, utilisant ses 700 £ de living, pour ses « menus plaisirs » et se contentant d'« un sermon à Noël et un à Pâques ».

#### Les revenus paroissiaux
Les « bénéfices » des cures de Mansfield et de Thornton Lacey offrent une honnête aisance à leur résident. On sait dès la première page que celle de Mansfield rapporte un peu moins de 1 000 £ par an. Le presbytère est une belle demeure et possède un agréable bosquet (shrubberies) pour s'y promener. Si Thornton Lacey, dont le revenu est estimé à 700 £ par Henry Crawford, nécessite quelques travaux d'aménagement, il n'est pas question pour Edmund de le transformer en gentilhommière, juste de le rendre confortable.
Les presbytères de Mansfield et de Thornton Lacey sont fictivement situés à huit miles l'un de l'autre, dans le Northamptonshire, une région où le mouvement des enclosures a particulièrement privilégié l'Église d'Angleterre qui a gagné 28 000 acres (14 000 ha) et permis d'assurer des revenus plus confortables aux recteurs et curés de paroisses, moins assujettis à la récupération des dîmes (tithes), et plus susceptibles de mener une vie de gentleman, propriétaire terrien. On voit d'ailleurs Edmund interroger le Dr Grant sur la façon, comme le traduit Henry à sa sœur, « de gagner de l'argent, de faire prospérer un bon revenu », discutant avec lui du « bénéfice (living) qu'il doit obtenir prochainement ».

## Postérité

### Adaptations
Mansfield Park a relativement peu inspiré les scénaristes et les producteurs. On peut toutefois citer :
- 2014 : (en) From Mansfield with love, web-série reprenant les personnages au XXIe siècle, sous forme de blog vidéo[258].
- 2007 : Mansfield Park, téléfilm d'Iain B. MacDonald pour ITV1, avec Billie Piper dans le rôle de Fanny Price et Blake Ritson dans le rôle d'Edmund Bertram.
- 1999 : Mansfield Park, film de Patricia Rozema, avec Frances O'Connor dans le rôle de Fanny Price et Jonny Lee Miller dans le rôle d'Edmund Bertram.
- 1983 : Mansfield Park, mini-série en six épisodes de David Giles, avec Sylvestra Le Touzel dans le rôle de Fanny Price et Nicholas Farrell dans le rôle d'Edmund Bertram.

### Autres
- Quelques romanciers ont aussi imaginé des suites ou des variations autour de Mansfield Park[259], mais le personnage « mi-docte, mi-servile » de Fanny[260] est un défi pour les auteurs, qui préfèrent développer les autres personnages. Joan Aiken, auteur de romans gothiques pour la jeunesse, la première à se risquer, écrivit en 1985 un Mansfield Park revisited assez controversé, centré sur Susan, où Edmund et Fanny sont partis aux Caraïbes et les Crawford, présentés comme des victimes, réapparaissent[260]. Mansfield Park, An Alternative Ending, par Anne Owen and Dorothy Allen, est paru en 1989, suivi en 1990 de Mrs. Rushworth, par Victor Gordon[261]. Plus récemment, Amanda Grange proposa Edmund Bertram Diary (2007) et Carry Brebis The Matters at Mansfield; or, The Crawford Affairs (2008)[259].
- En 1990, Le premier film de Whit Stillman, Metropolitan, est une adaptation masquée de Mansfield Park : un petit groupe de jeunes dandys de la grande bourgeoisie new-yorkaise va s'enticher du jeune homme moins bien né et plus idéaliste qu'eux qu'ils rencontrent un soir.
- Les hommages à Jane Austen prennent parfois la forme inattendue d'un clin d'œil : ainsi, dans Harry Potter, J. K. Rowling a nommé Mrs Norris (Miss Teigne, en français), la chatte d'Argus Rusard (Argus Filch en anglais), qui se mêle de tout, surveille tout et tout le monde[262].